# Tulpansläktet

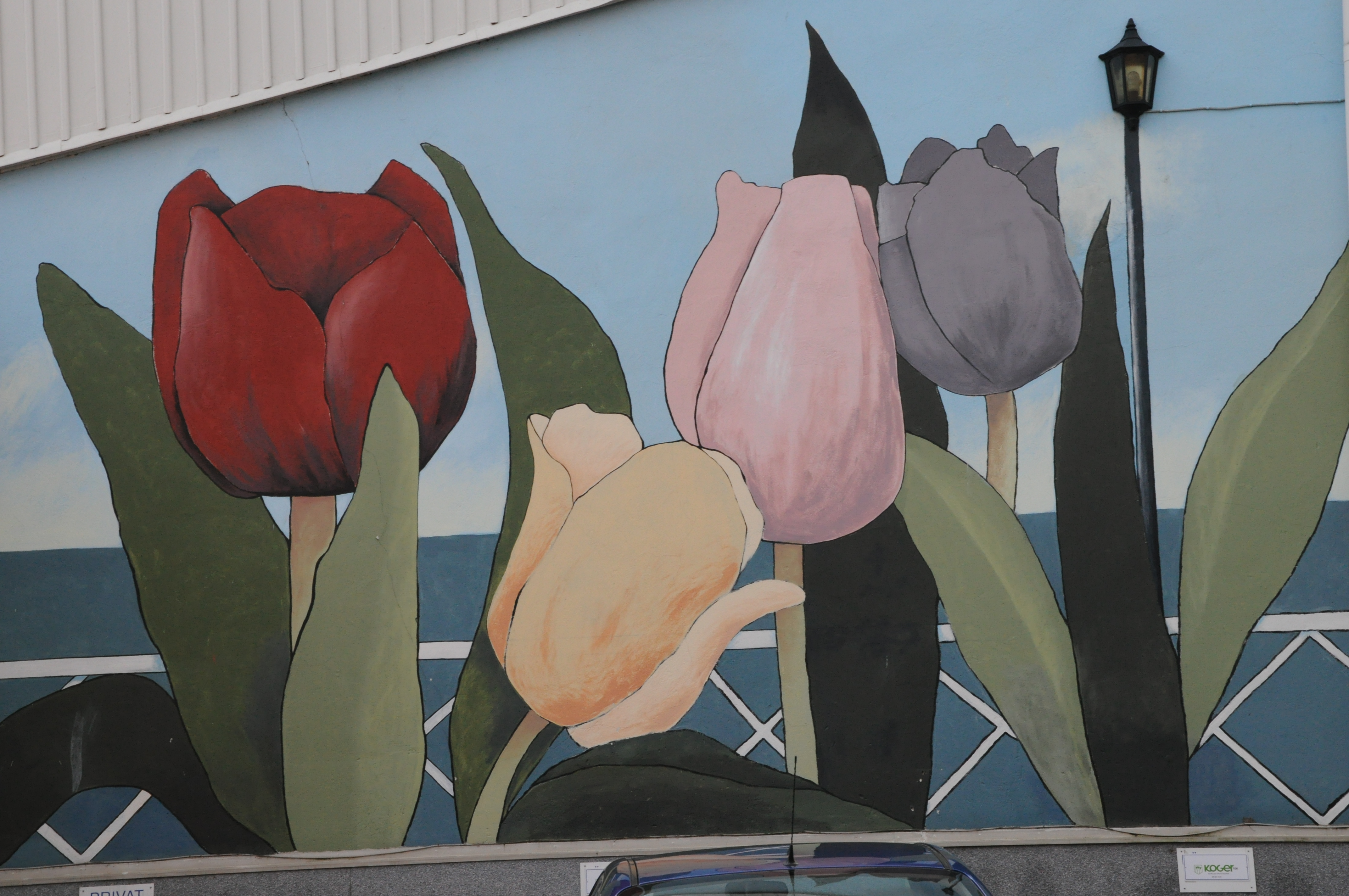
Väggmålning i Skellefteå av tulpaner

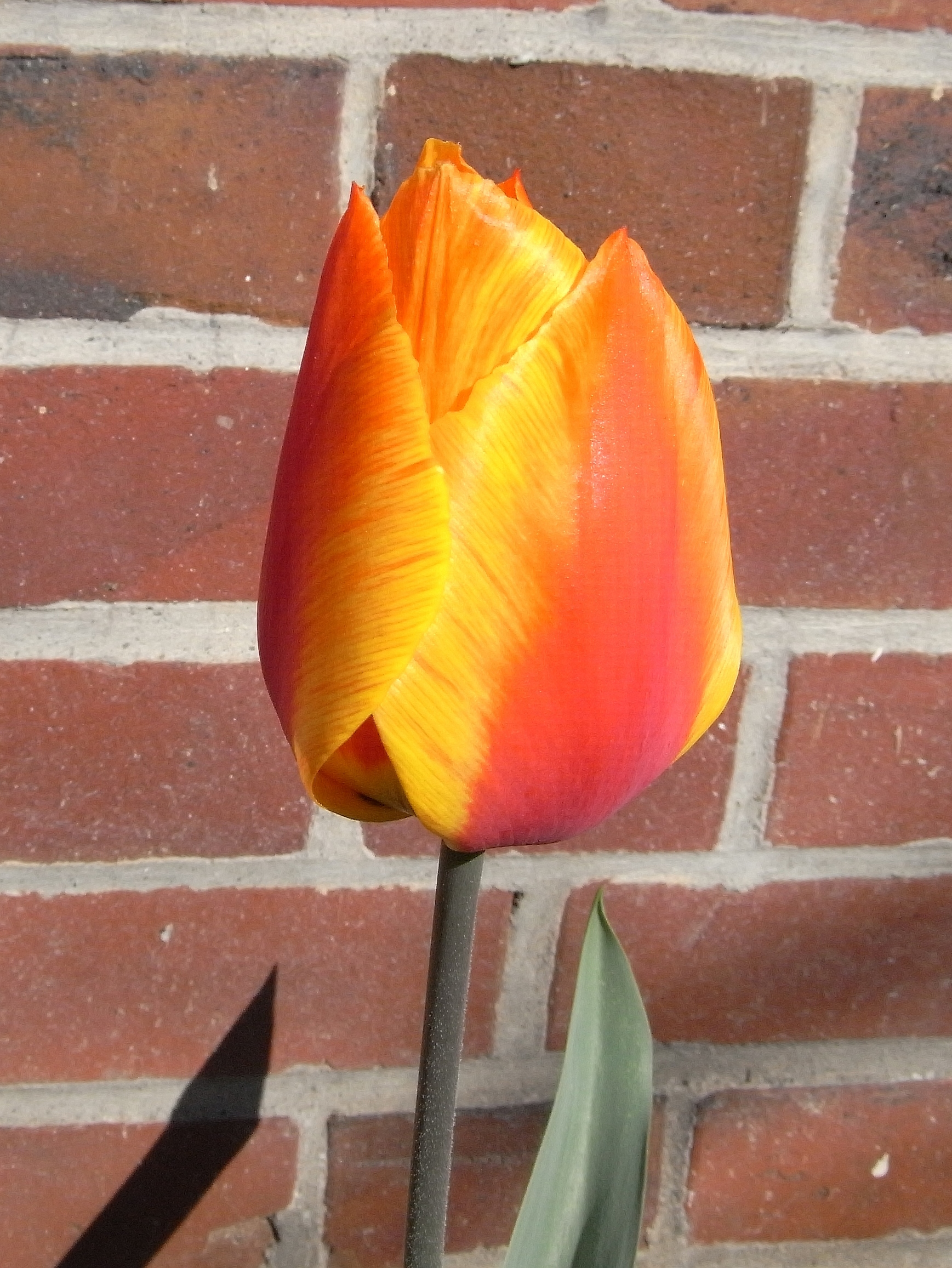
Tulip

Tulpansläktet eller tulpaner (Tulipa) är ett släkte som ingår i familjen liljeväxter. De är lökväxter med breda blad. Blommorna sitter enstaka eller några få på samma stjälk. Som alla liljeväxter har de sextaliga blommor. Kalkbladen är sex stycken stora (tre yttre och tre inre) och sex ståndare samt en tretalig synkarp pistill. 
Växtens namn härstammar från det persiska ordet för turban, dulband.
Det finns omkring hundra olika vilda arter av tulpaner. Därutöver finns en stor mängd hybrider och sorter. I handeln delas tulpaner in dels efter hur blomman ser ut, dels efter blomningstid och dels finns andra särskilda grupper.

## Historia
Släktet kommer ursprungligen från södra Europa, norra Afrika och delar av Asien. Den största artrikedomen finns i Pamir och på stäppområdena i Kazakstan.
Trädgårdstulpanen kom till Europa från Osmanska riket på 1500-talet, närmare bestämt introducerades de av Vatikanens sändebud Ogier Ghiselin de Busbecq 1554. Till Holland, tulpanernas land framför alla andra, kom den med Carolus Clusius, en flamländare som kallades till chef för den nygrundade botaniska trädgården i Leiden 1590. Han försökte förgäves hindra att hans exklusiva växter spreds; snart hade så många lökar stulits att det växte upp en stor industri med lökförsäljning. I 1600-talets Holland blev tulpaner otroligt eftertraktade och det utbröt en hänsynslös spekulationsmarknad. En enda tulpanlök kunde i extrema fall inbringa summor på flera tusen gulden, motsvarade en tredjedels normal årslön. Denna spekulativa finansbubbla, som kallades för tulpanmanin, sprack till slut, liksom alla "bubblor". Fortfarande är tulpaner starkt förknippade med Nederländerna där man varje år anordnar tulpanfestivaler.
Exakt när tulpanen kom till Sverige är ovisst, men den första som dokumenterade tulpanodling var Olof Rudbeck d.ä. som tog med sig frön och lökar från en resa till Holland. 1685 hade han 38 olika slags tulpaner i sin botaniska trädgård i Uppsala.
De tulpaner som var mest populära på 1600-talet var polkagrisrandiga och enkelblommande.

## Grupper
I trädgårdar odlas till största delen hybrider av olika slag. Dessa delas in i 14 grupper. Tidigare kallades grupperna för divisioner.
- Division 1: Tidiga enkelblommiga tulpaner (T. gesneriana Tidiga Enkelblommiga Gruppen) blommar i april-maj
- Division 2: Tidiga fylldblommiga tulpaner (T. gesneriana Tidiga Fylldblommiga Gruppen) blommar i april-maj, och är vanliga som snittblommor, omkring 25 centimeter höga.
- Division 3: Triumftulpaner (T. gesneriana Triumph-Gruppen) är hybrider mellan darwinhybridtulpan och tidiga enkelblommiga tulpaner.
- Division 4: Darwinhybridtulpaner (T. Darwinhybrid-Gruppen)
- Division 5: Sena enkelblommiga tulpaner (T. gesneriana Sena Enkelblommiga Gruppen) blommar i maj-juni och är omkring 50 centimeter höga.
- Division 6: Liljetulpaner (T. gesneriana Liljeblommiga Gruppen) är senblommande och kronbladen är avsmalnande och böjer sig utåt.
- Division 7: Franstulpaner (T. gesneriana Fransblommiga Gruppen) har fransiga kronblad.
- Division 8: Grönbandad tulpaner (T. gesneriana Viridiflora-Gruppen) har gröna strimmor på kronbladens utsidor.
- Division 9: Rembrandttulpaner (T. gesneriana Rembrandt-Gruppen) är flerfärgade.
- Division 10: Papegojtulpaner (T. gesneriana Papegoj-Gruppen) är kända sedan 1665 och har förvridna kronblad.
- Division 11: Sena fylldblommiga tulpaner (T. gesneriana Sena Fylldblommiga Gruppen)
- Division 12: Kaufmanntulpaner (T. Kaufmanniana-Gruppen)
- Division 13: Kejsartulpaner (T. Fosteriana-Gruppen)
- Division 14: Påfågelstulpaner (T. Greigii-Gruppen)
- Division 15: omfattar alla rena arter.

Andra indelningar är:
- Neotulpaner är förvildade tulpaner som bland annat förekommer på Gotland, och blommar sent
- Botaniska tulpaner är mycket kortvuxna och växer gärna i stenpartier. Till botaniska tulpaner hör arter som violtulpan (Tulipa humilis), näckrostulpan (Tulipa kaufmanniana), flocktulpan (Tulipa tarda), bokharatulpan, men även sortgrupper som kaufmanntulpaner (T. Kaufmanniana-Gruppen) och kejsartulpaner (T. Fosteriana-Gruppen).

## Arter
I Catalogue of Life listas följande 112 arter:

- Tulipa affinis
- Tulipa agenensis
- Tulipa albanica
- Tulipa albertii
- Tulipa aleppensis
- Tulipa altaica
- Tulipa anisophylla
- Tulipa armena
- Tulipa banuensis
- Tulipa biebersteiniana
- Tulipa biflora - Miniatyrtulpan
- Tulipa bifloriformis
- Tulipa boettgeri
- Tulipa borszczowii
- Tulipa botschantzevae
- Tulipa brachystemon
- Tulipa butkovii
- Tulipa carinata
- Tulipa celsiana
- Tulipa cinnabarina
- Tulipa clusiana - Italiensk tulpan
- Tulipa cretica
- Tulipa cypria
- Tulipa dasystemon
- Tulipa dasystemonoides
- Tulipa dubia
- Tulipa eichleri
- Tulipa faribae
- Tulipa ferganica
- Tulipa florenskyi
- Tulipa fosteriana - Eldtulpan
- Tulipa gesneriana - Tulpan
- Tulipa greigii - Strimtulpan
- Tulipa grey-wilsonii
- Tulipa gumusanica
- Tulipa hageri
- Tulipa harazensis
- Tulipa heteropetala
- Tulipa heterophylla
- Tulipa heweri
- Tulipa hissarica
- Tulipa hoogiana
- Tulipa humilis - Violtulpan
- Tulipa hungarica
- Tulipa iliensis
- Tulipa julia
- Tulipa karabachensis
- Tulipa karamanica
- Tulipa kaufmanniana - Näckrostulpan
- Tulipa kolpakowskiana
- Tulipa kopetdaghensis
- Tulipa korolkowii
- Tulipa korshinskyi
- Tulipa koyuncui
- Tulipa krauseana
- Tulipa kuschkensis
- Tulipa lanata
- Tulipa lehmanniana
- Tulipa libanotica
- Tulipa linifolia
- Tulipa lownei
- Tulipa maximowiczii
- Tulipa micheliana
- Tulipa mogoltavica
- Tulipa mongolica
- Tulipa montana
- Tulipa neustruevae
- Tulipa nitida
- Tulipa oreophila
- Tulipa orithyioides
- Tulipa orphanidea
- Tulipa orthopoda
- Tulipa ostrowskiana
- Tulipa patens
- Tulipa persica
- Tulipa platystemon
- Tulipa polychroma
- Tulipa praestans - Anemontulpan
- Tulipa primulina
- Tulipa prolongata
- Tulipa pulchella
- Tulipa regelii
- Tulipa rhodopea
- Tulipa saxatilis
- Tulipa scharipovii
- Tulipa schmidtii
- Tulipa sinkiangensis
- Tulipa sogdiana
- Tulipa sosnowskyi
- Tulipa sprengeri
- Tulipa stapfii
- Tulipa suaveolens
- Tulipa subbiflora
- Tulipa subpraestans
- Tulipa subquinquefolia
- Tulipa sylvestris - Vildtulpan
- Tulipa systola
- Tulipa tarbagataica
- Tulipa tarda - Flocktulpan
- Tulipa tetraphylla
- Tulipa thianschanica
- Tulipa tschimganica
- Tulipa tubergeniana
- Tulipa turcomanica
- Tulipa turkestanica - Dvärgtulpan
- Tulipa ulophylla
- Tulipa undulatifolia
- Tulipa uniflora
- Tulipa uzbekistanica
- Tulipa vvedenskyi
- Tulipa wendelboi
- Tulipa zenaidae

## Giftighet
Trots att tulpanlökar har ätits under tider av svält och att tulpaner är så begärliga för rådjur är de lite giftiga. Tulpaner kan ge förgiftningssymptom som liknar de som stormhatt ger, men lindrigare.

## Bilder

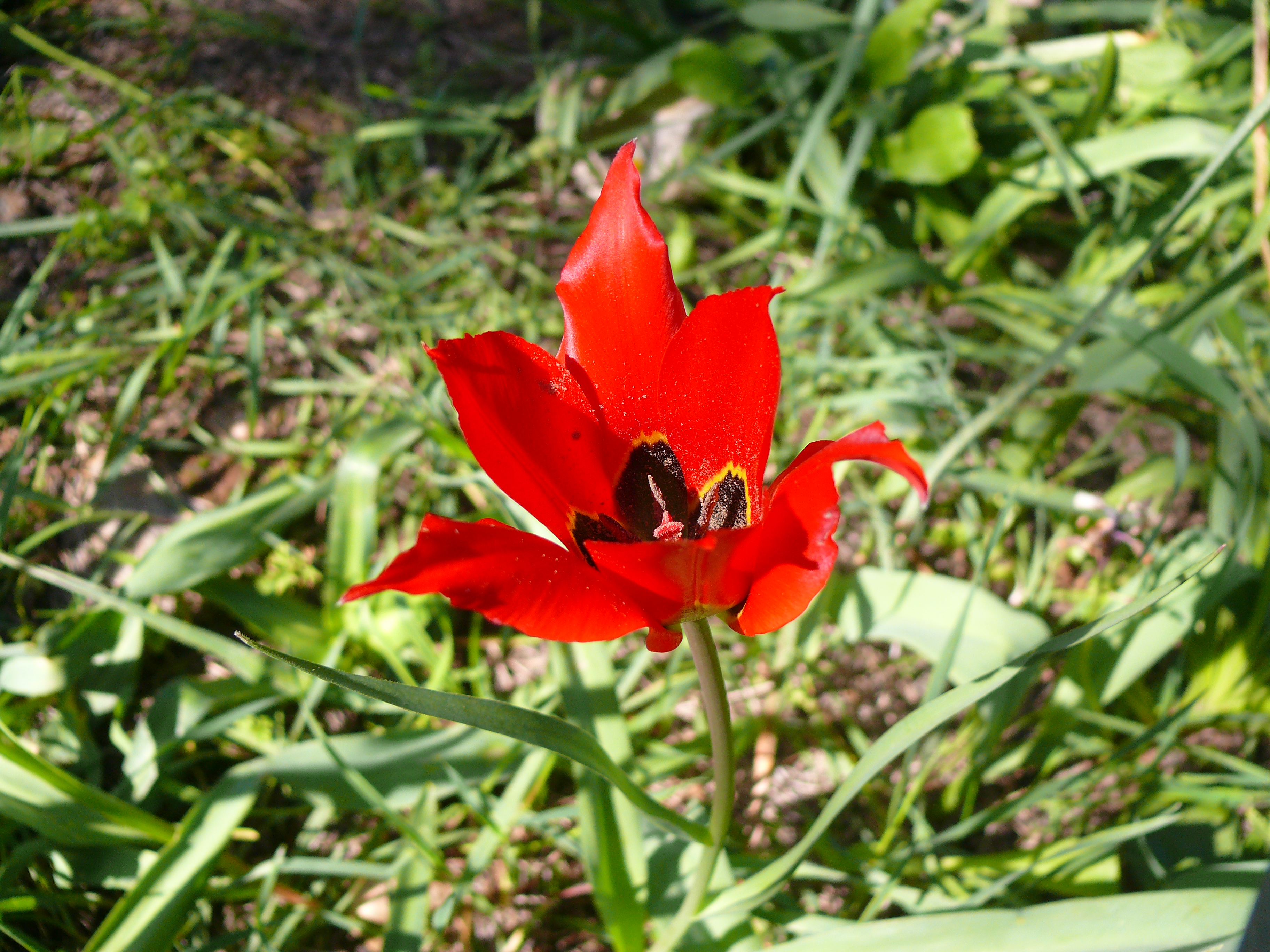
Tulipa agenensis
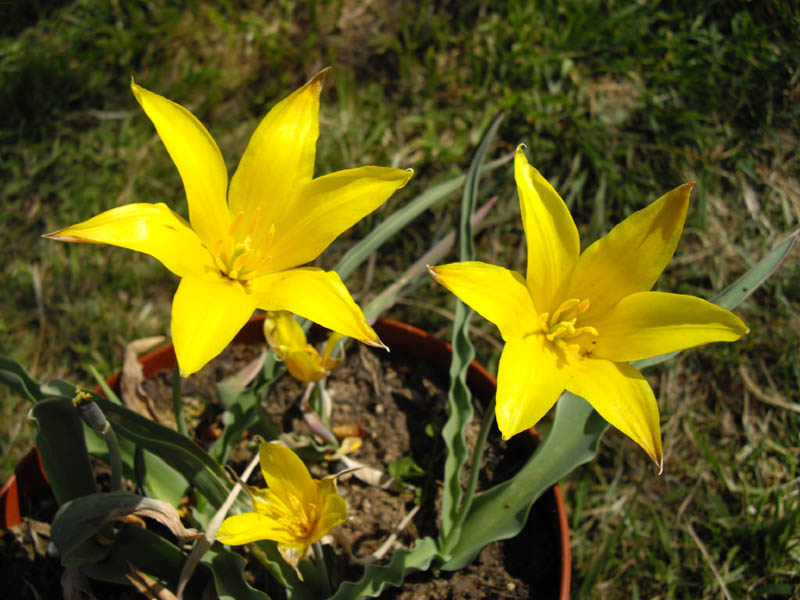
Tulipa altaica
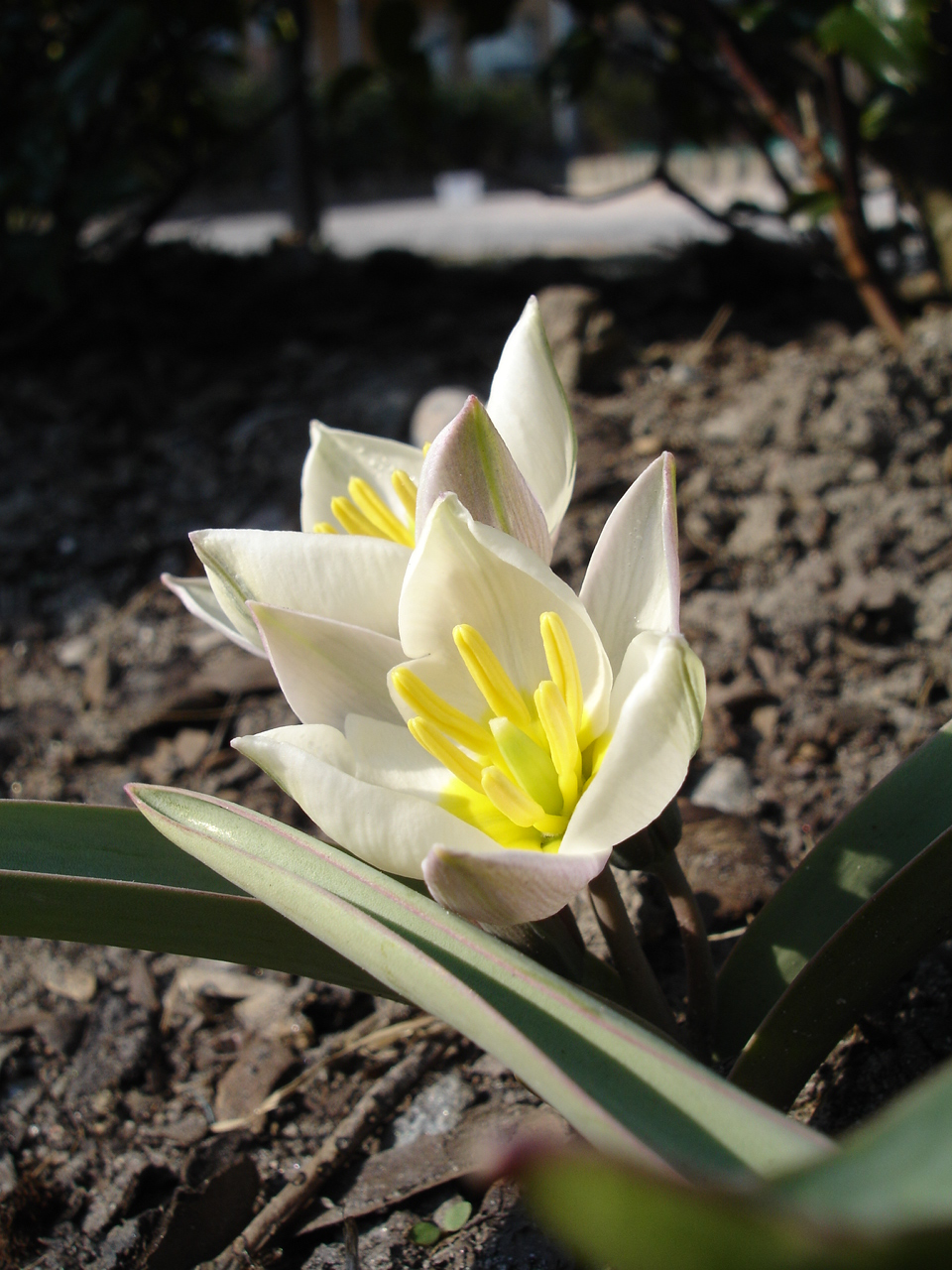
Tulipa biflora
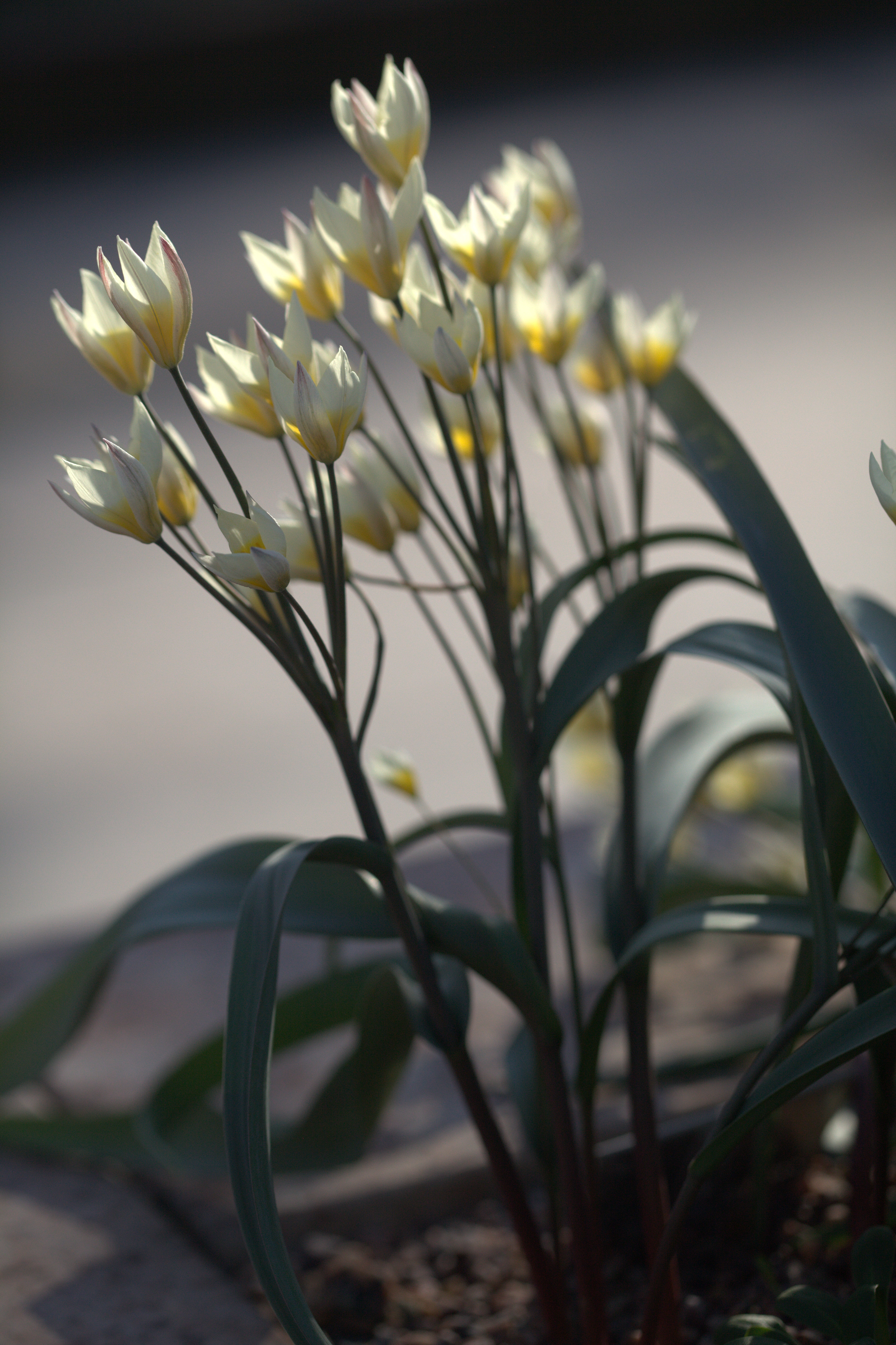
Tulipa bifloriformis
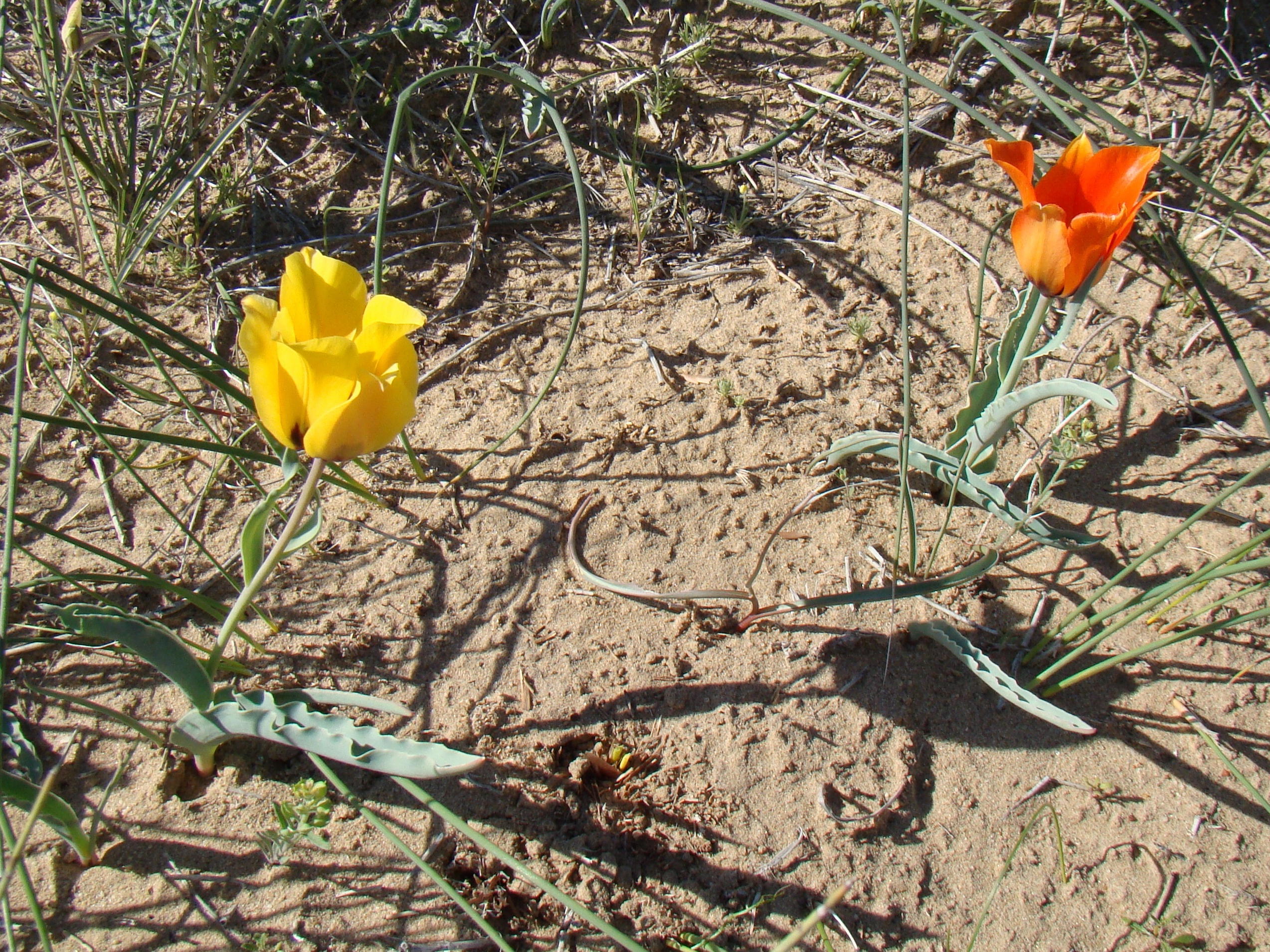
Tulipa borszczowii
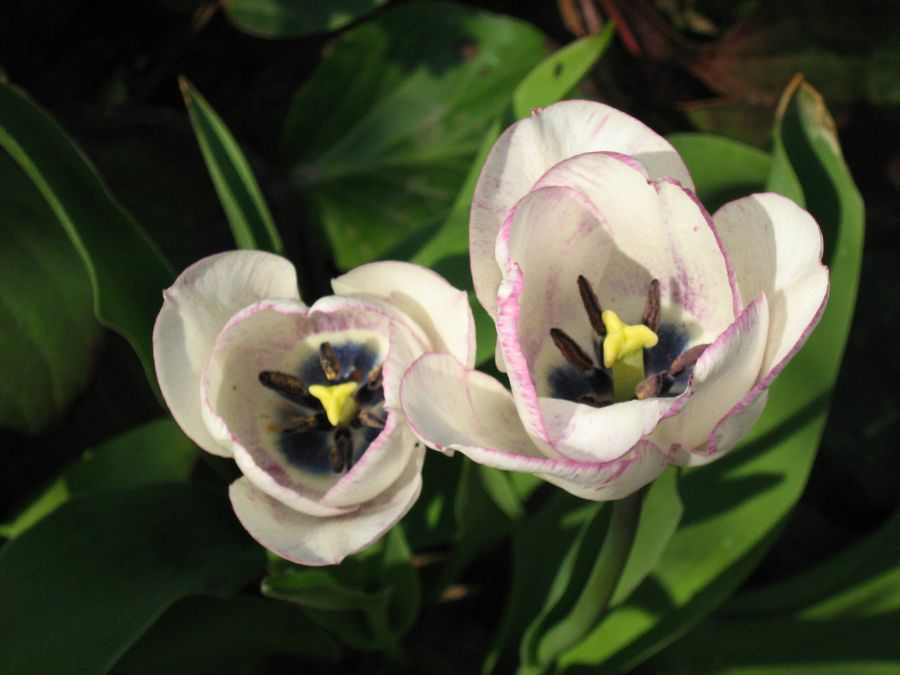
Tulipa butkovii
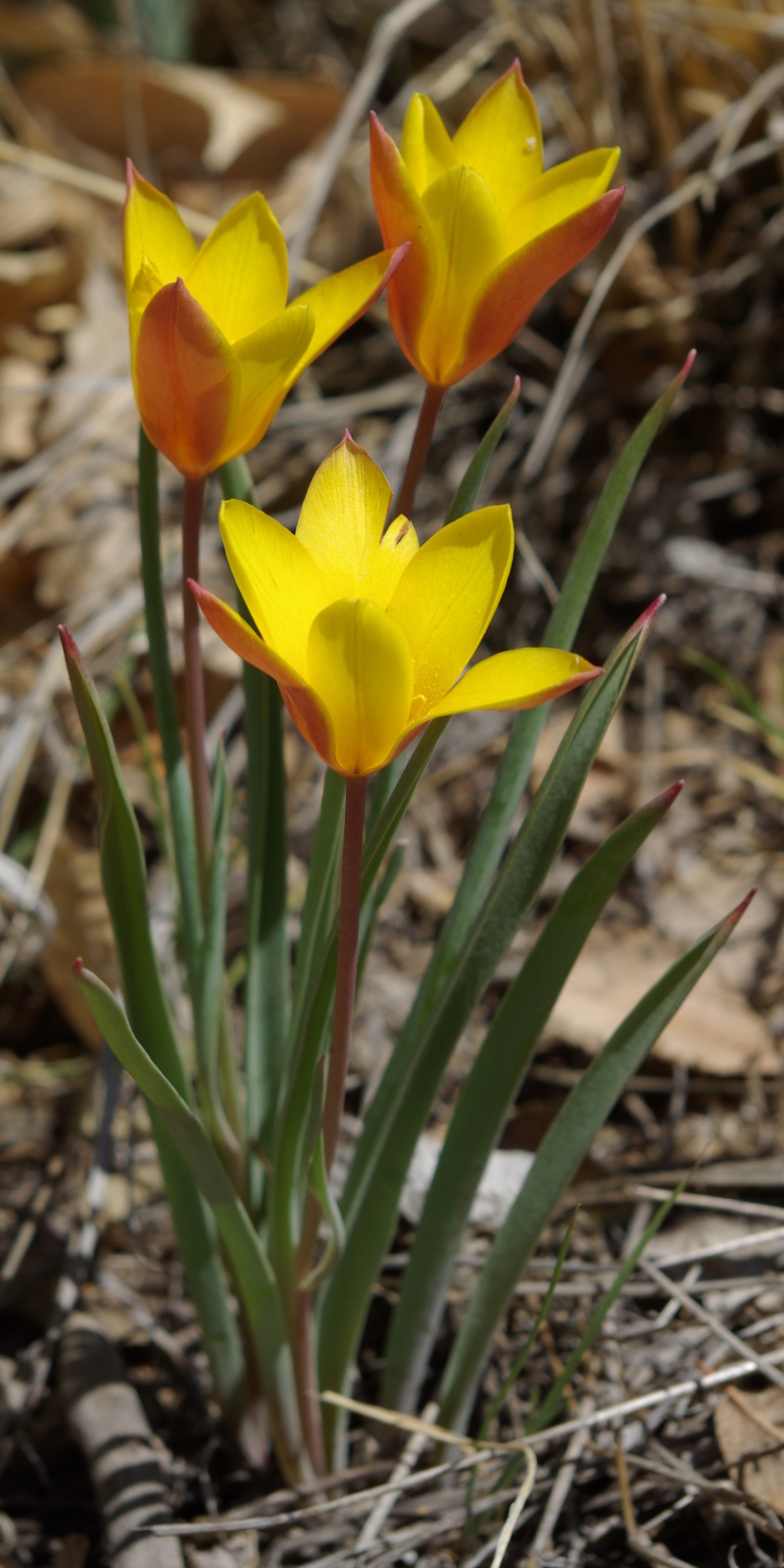
Tulipa clusiana
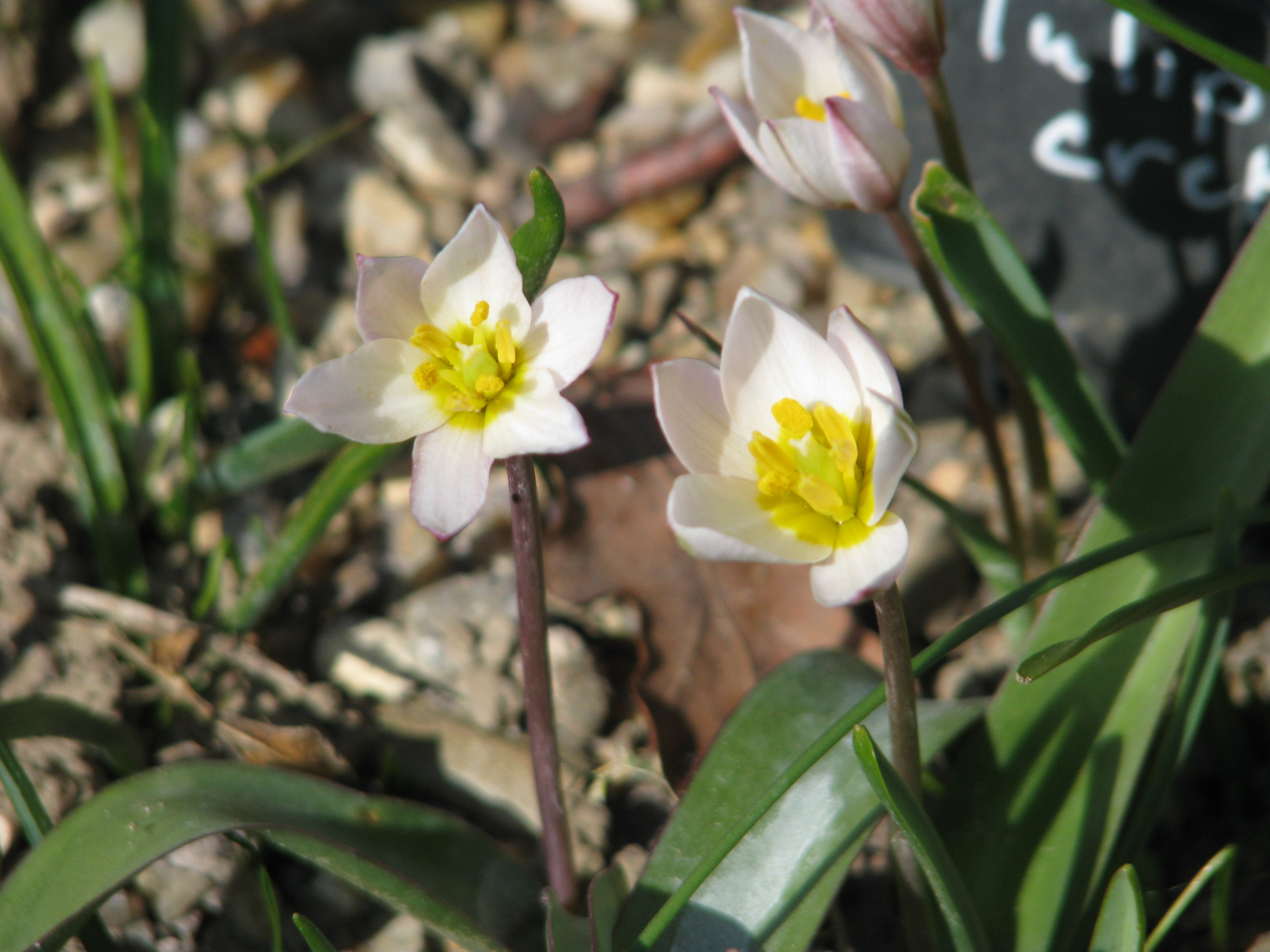
Tulipa cretica
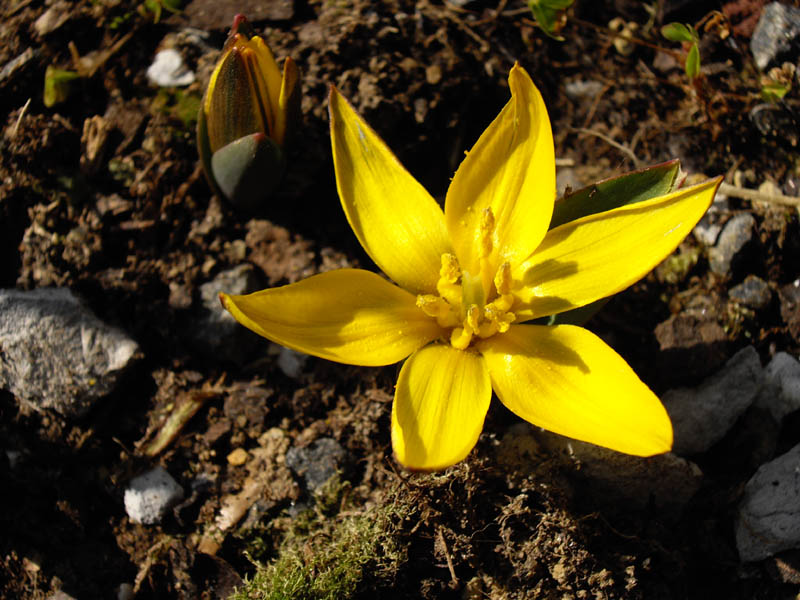
Tulipa dasystemon
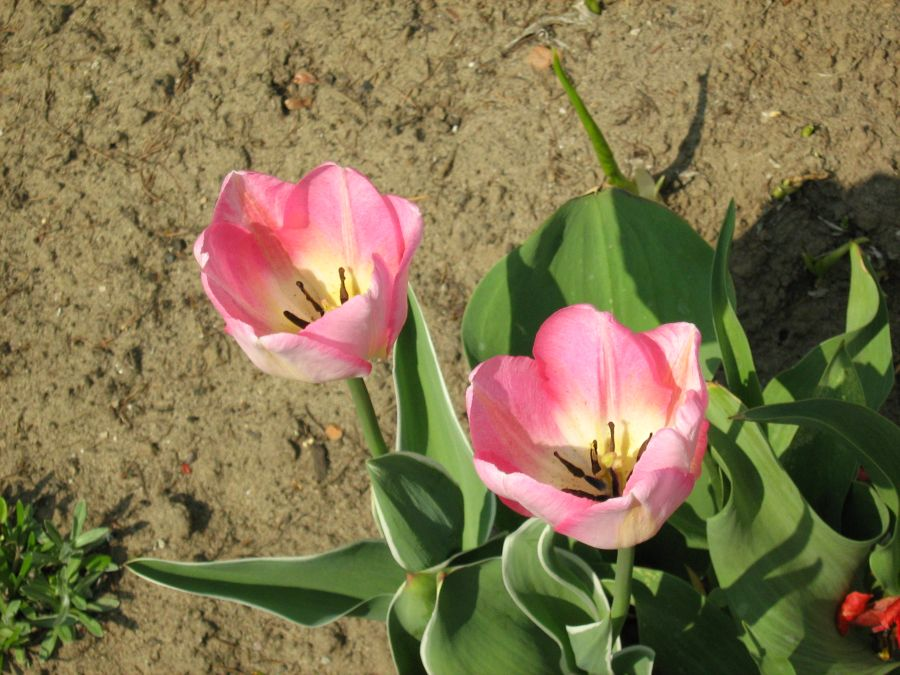
Tulipa florenskyi
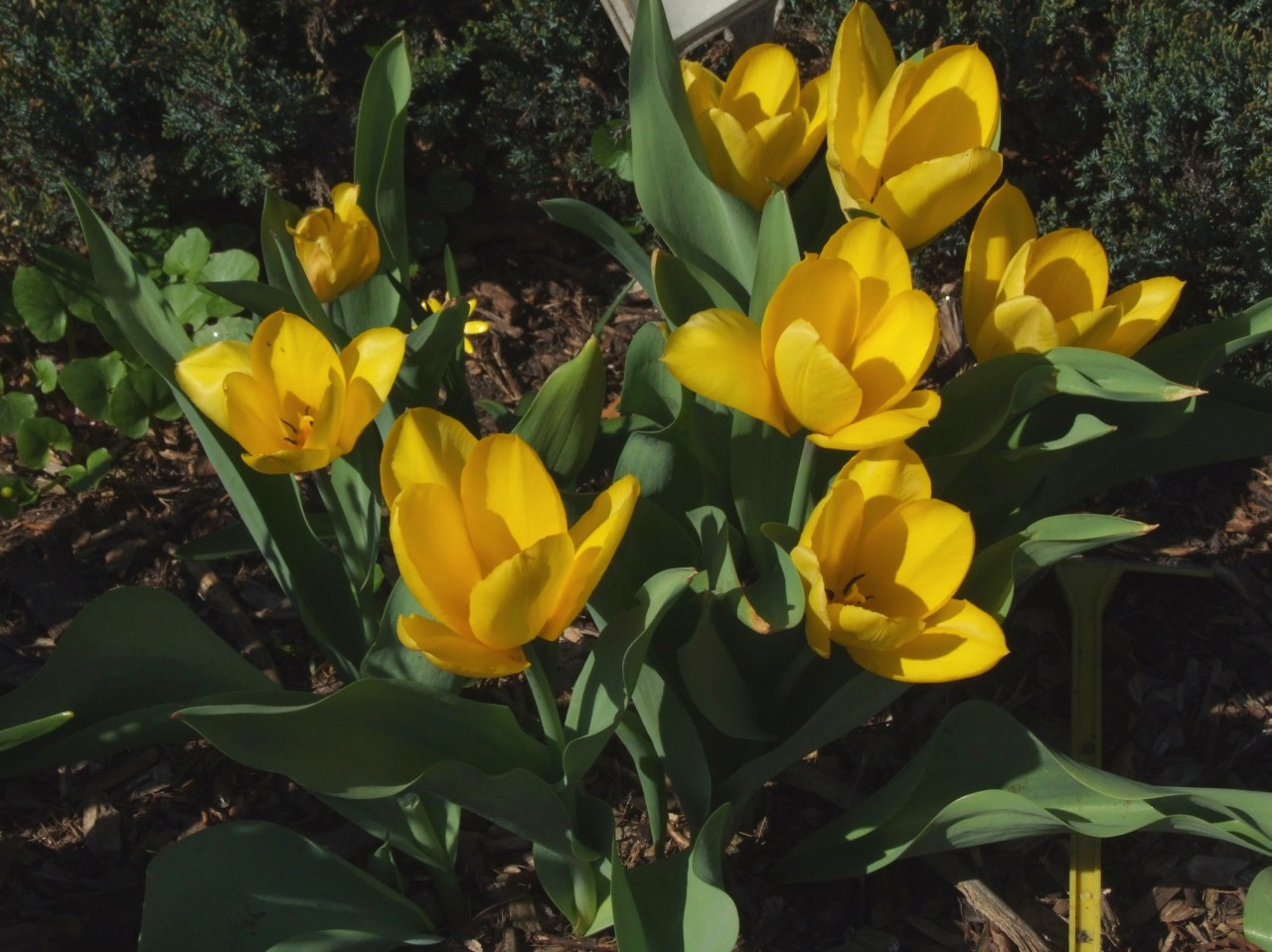
Tulipa fosteriana
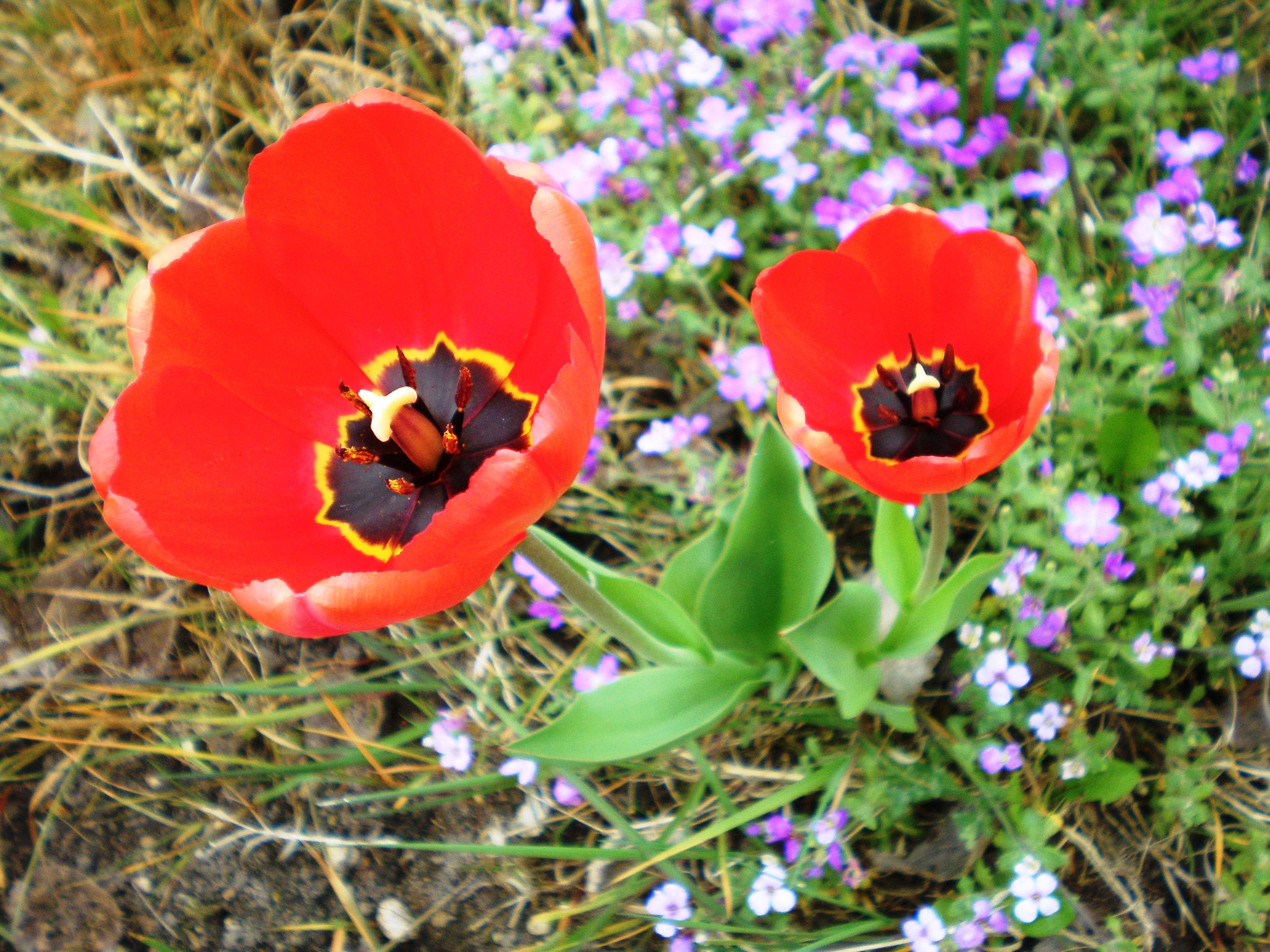
Tulipa gesneriana
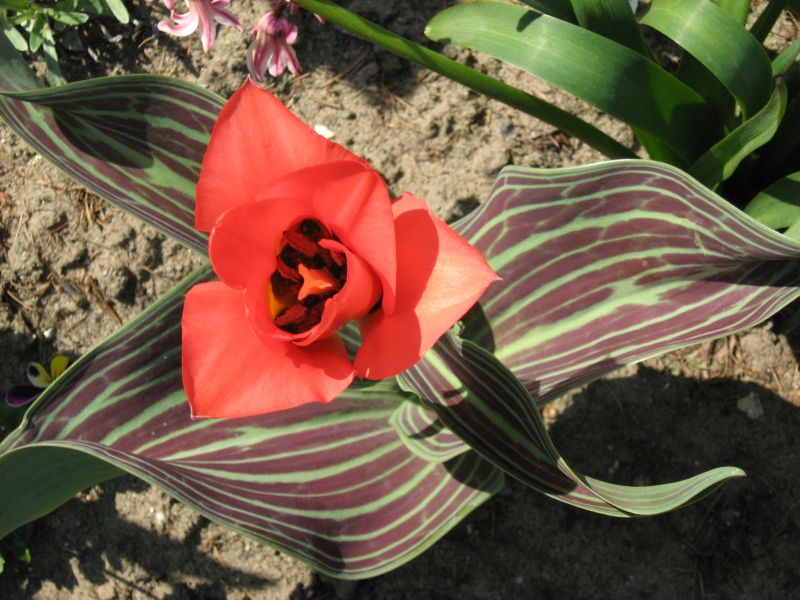
Tulipa greigii
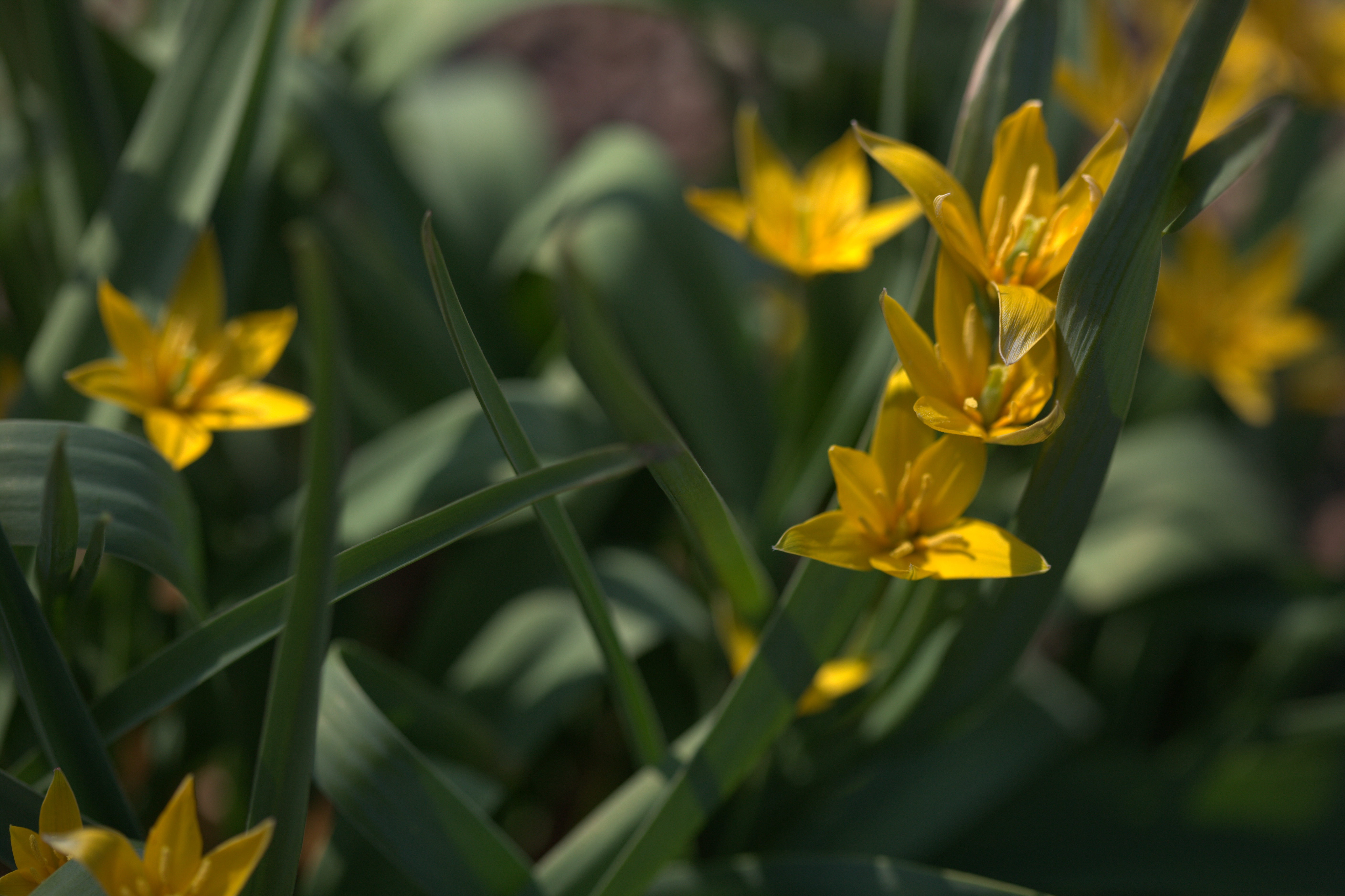
Tulipa hissarica
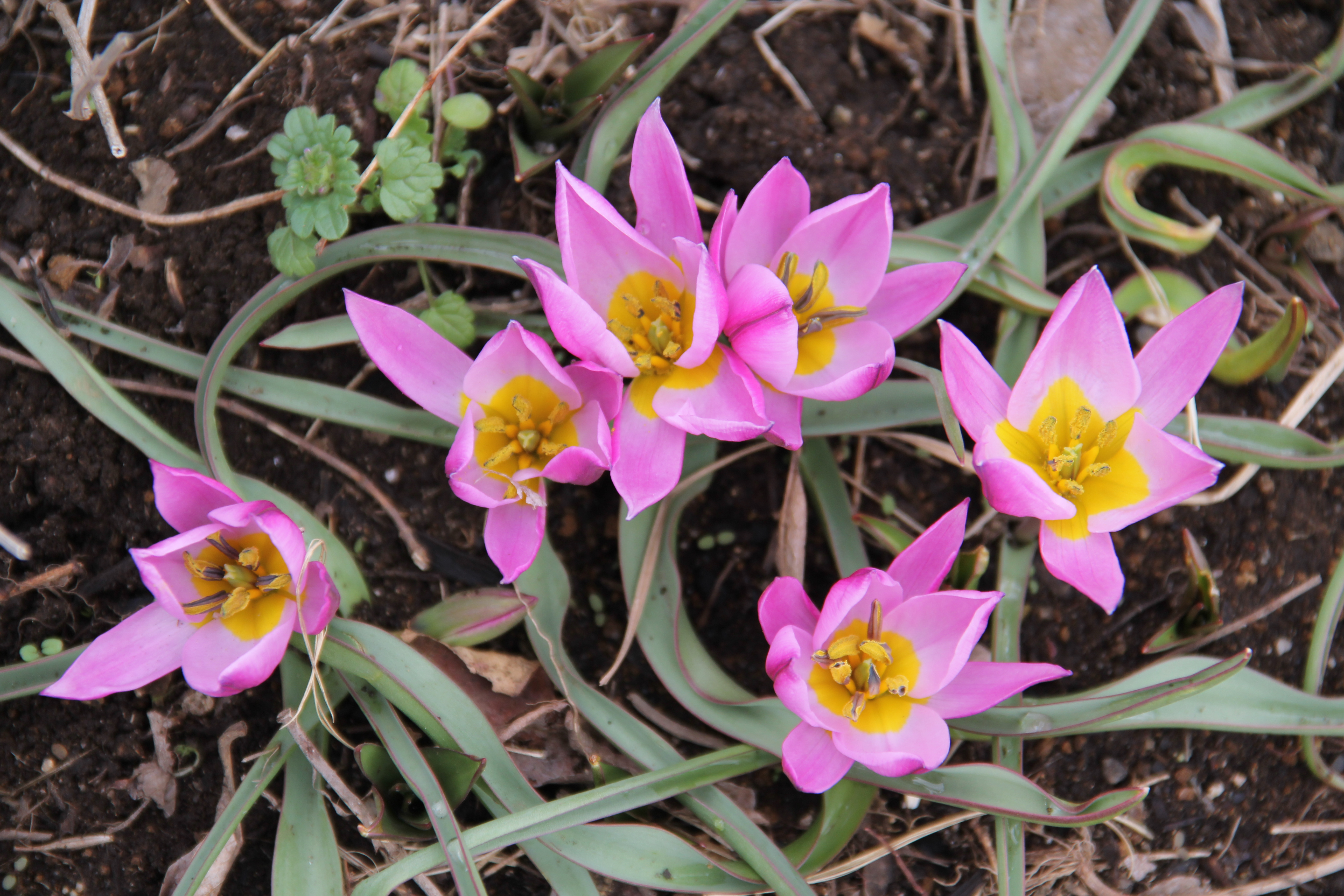
Tulipa humilis
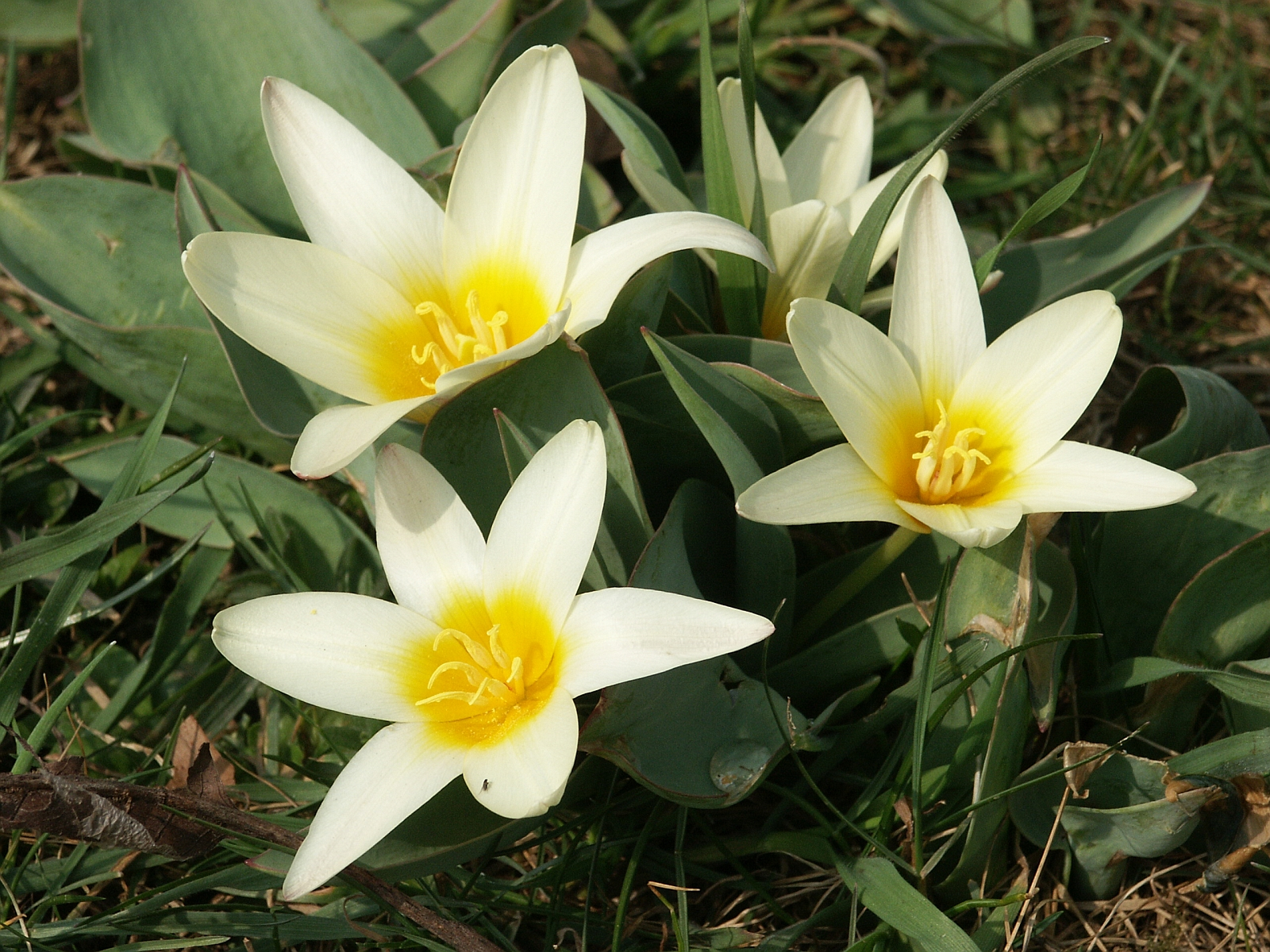
Tulipa kaufmanniana
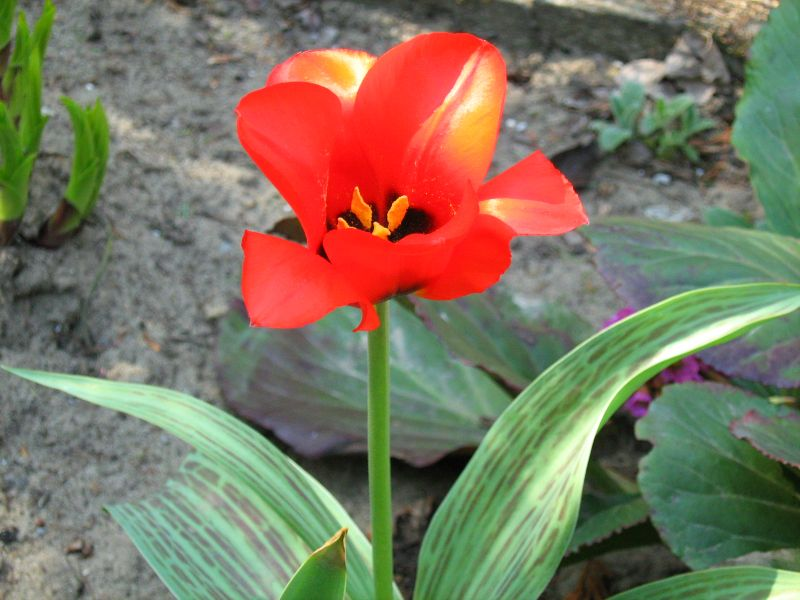
Tulipa kuschkensis
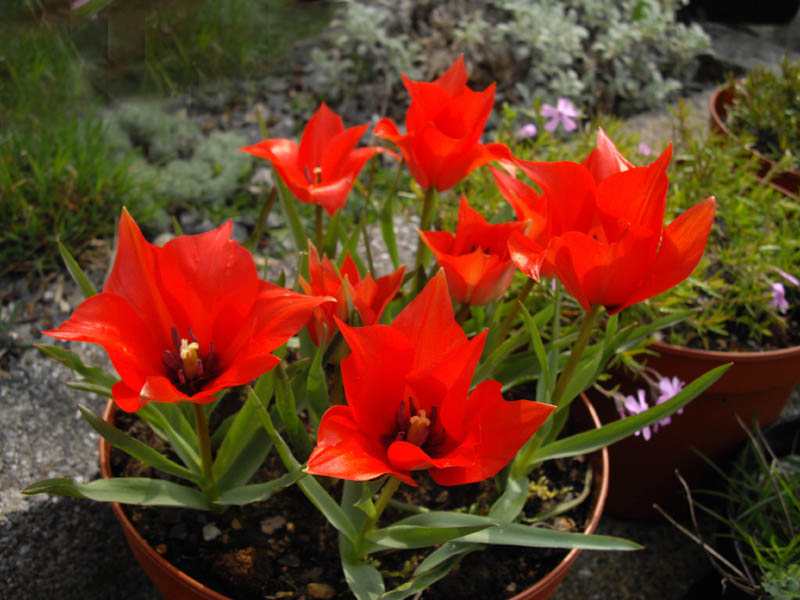
Tulipa linifolia
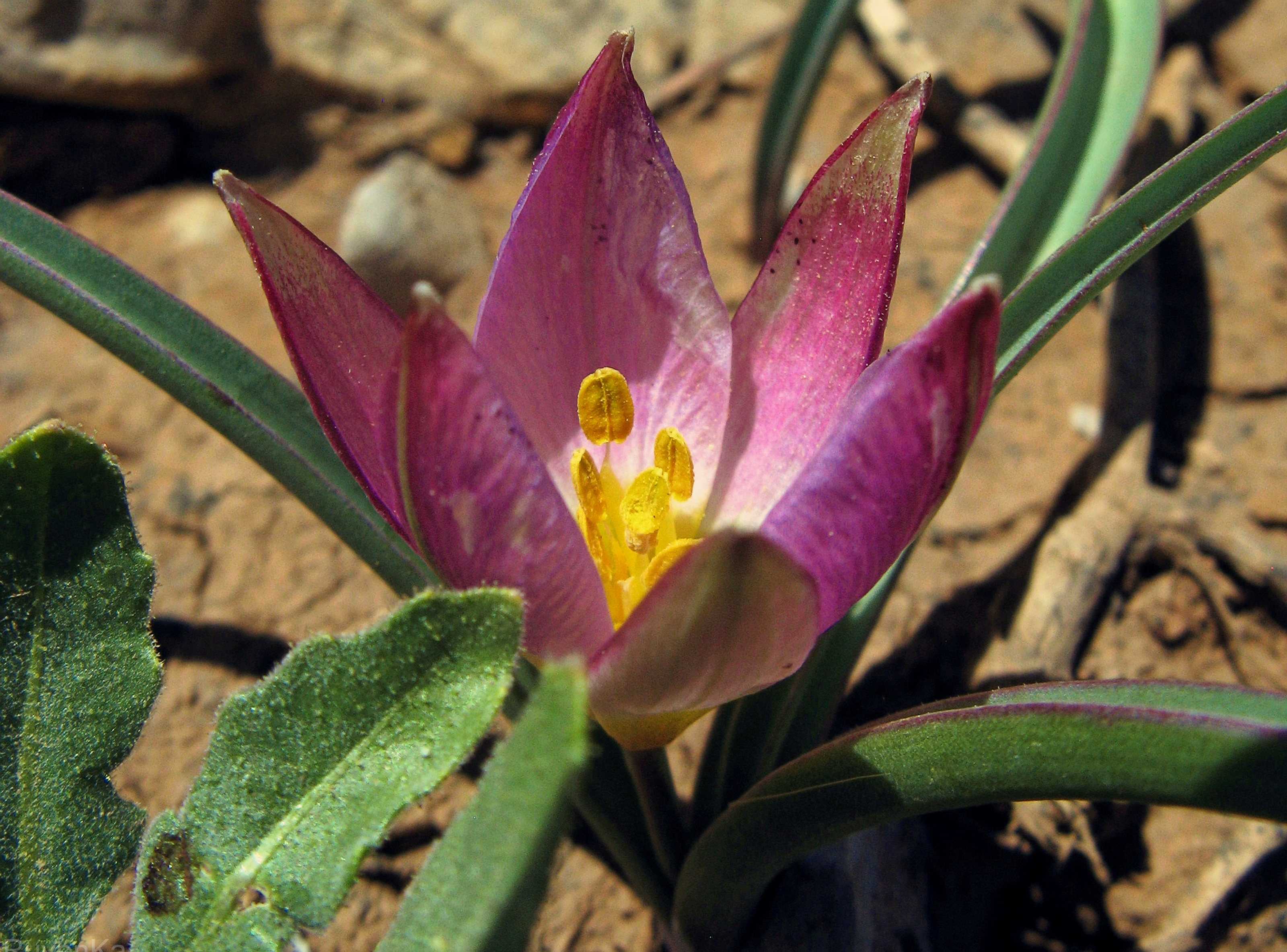
Tulipa lownei
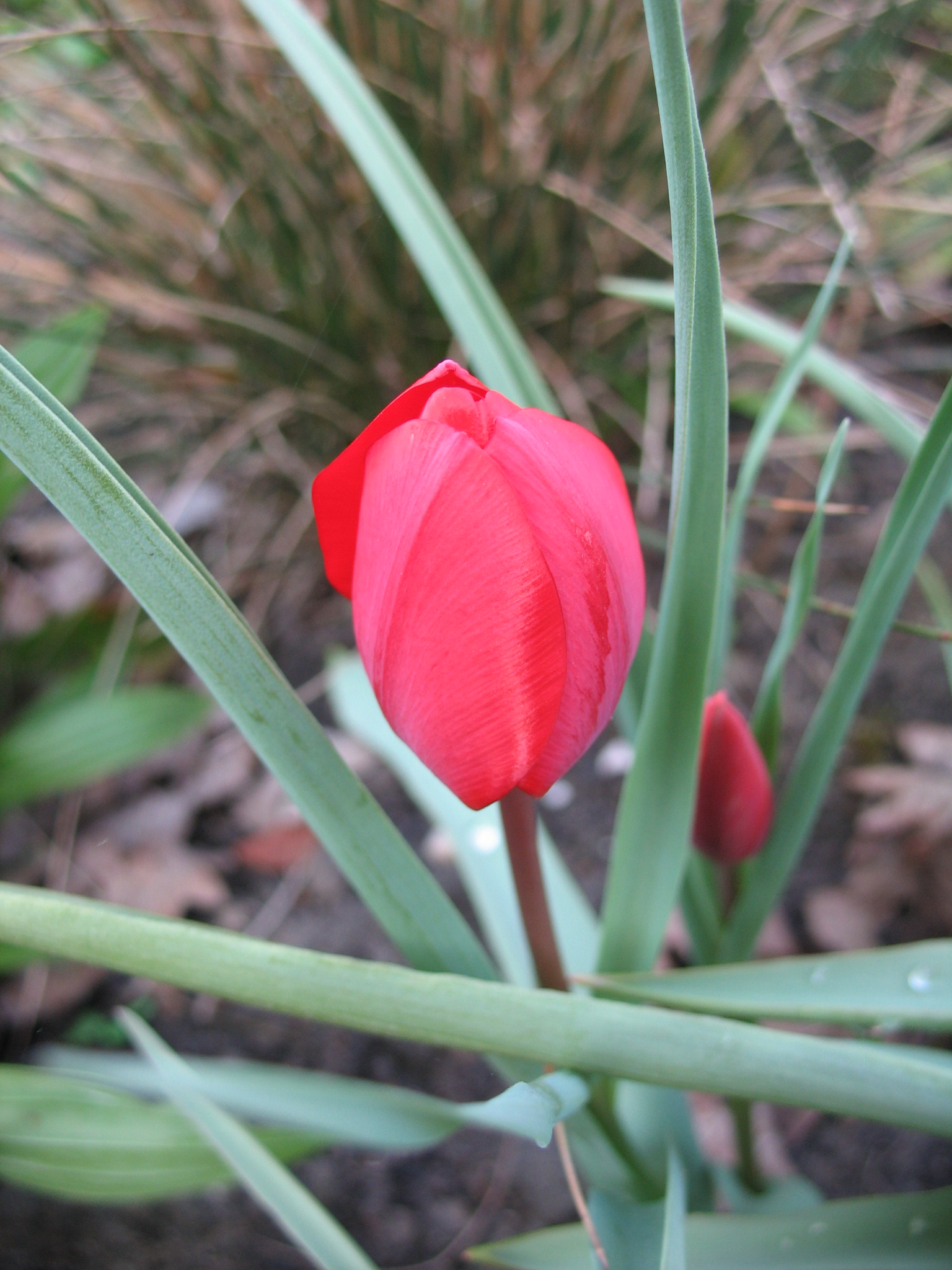
Tulipa montana
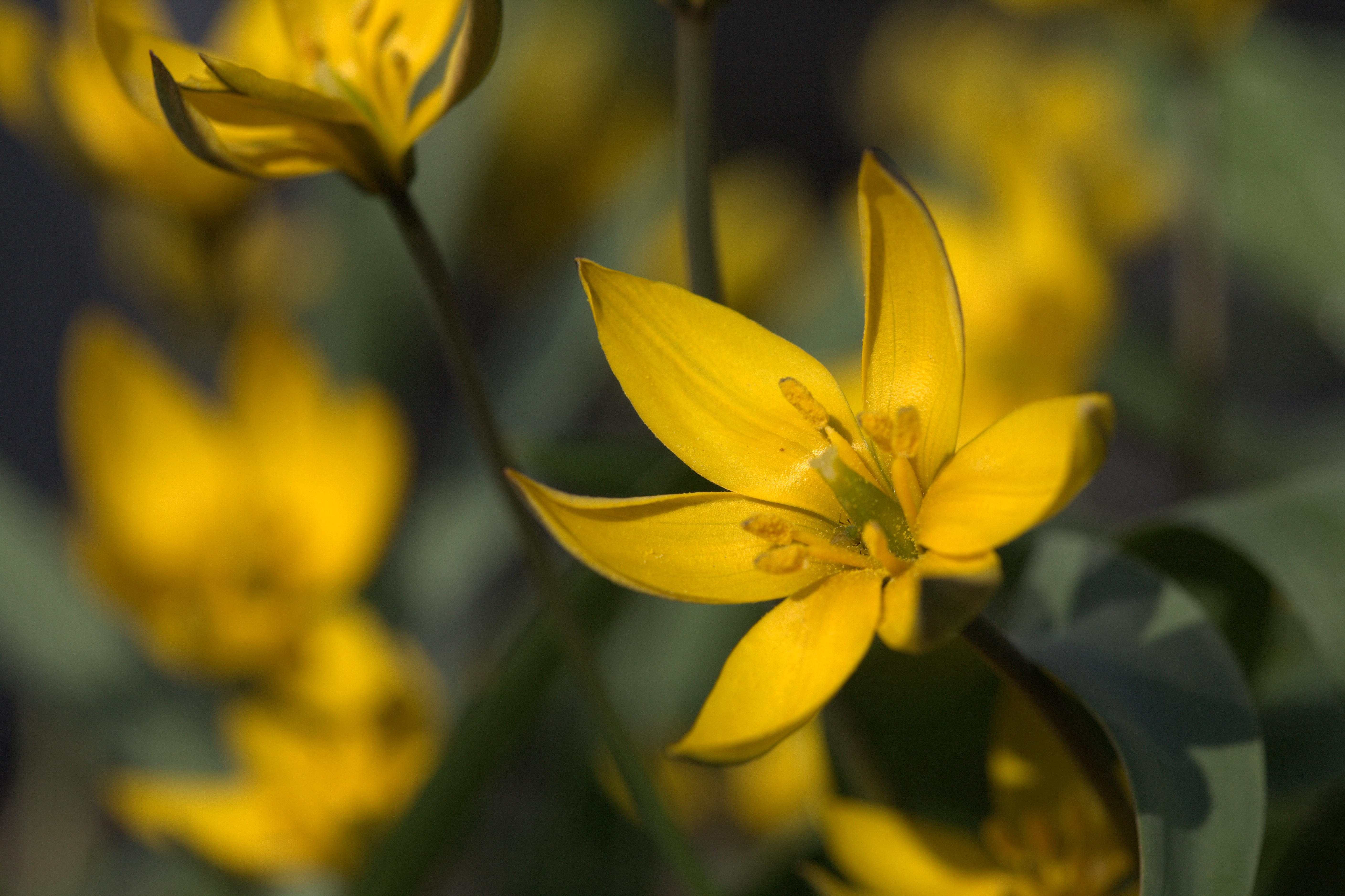
Tulipa neustruevae
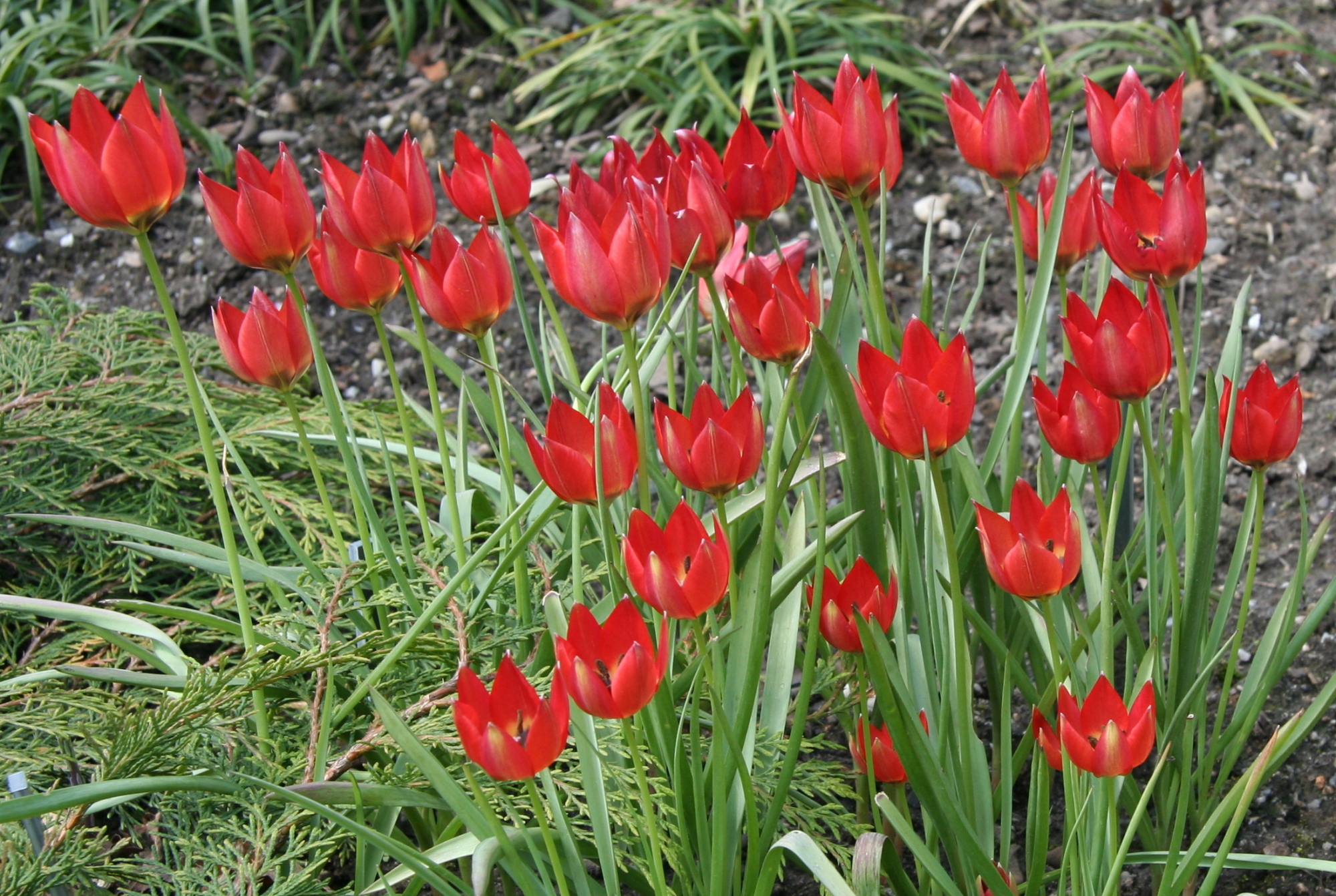
Tulipa orphanidea
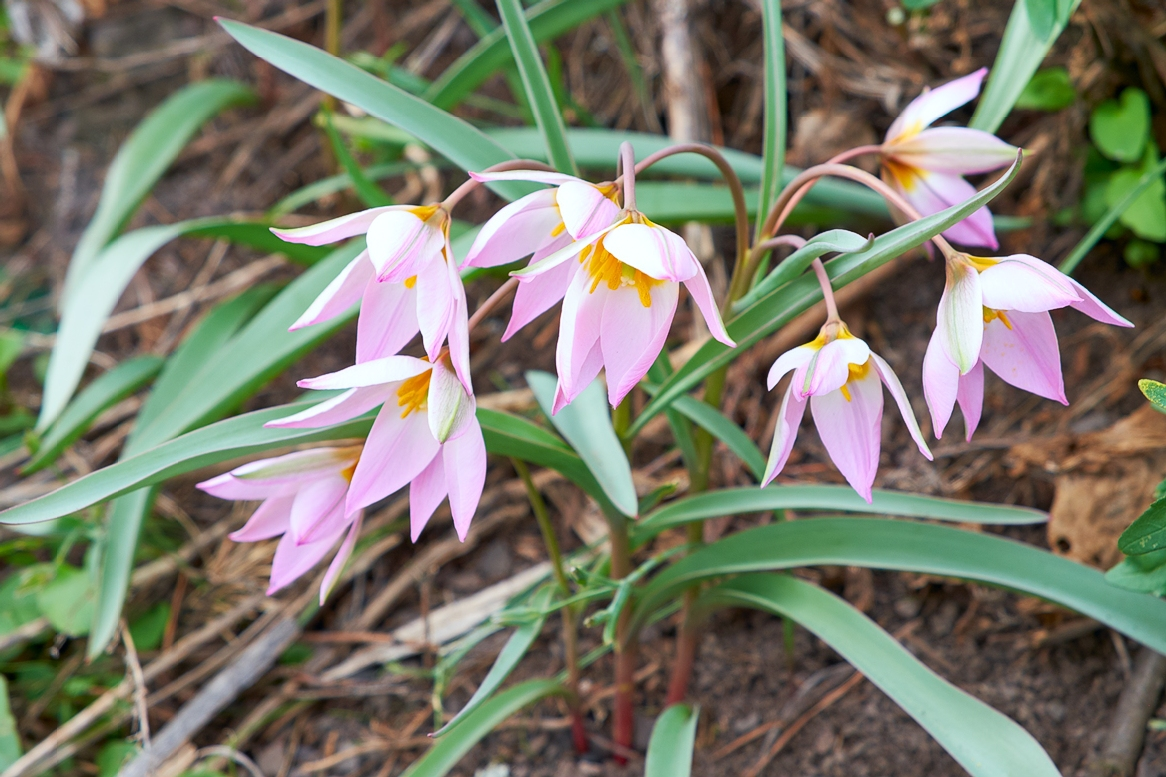
Tulipa patens
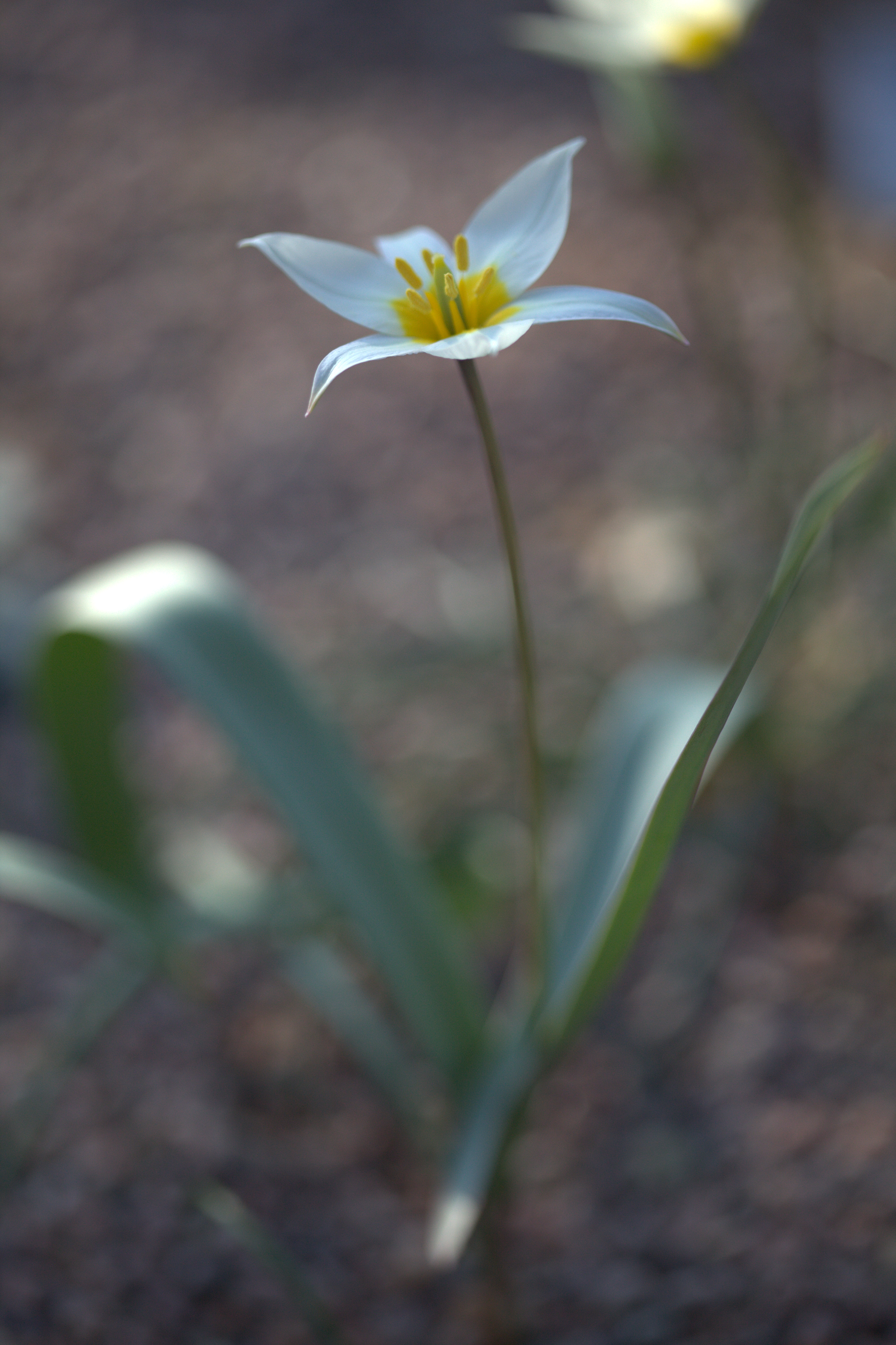
Tulipa polychroma
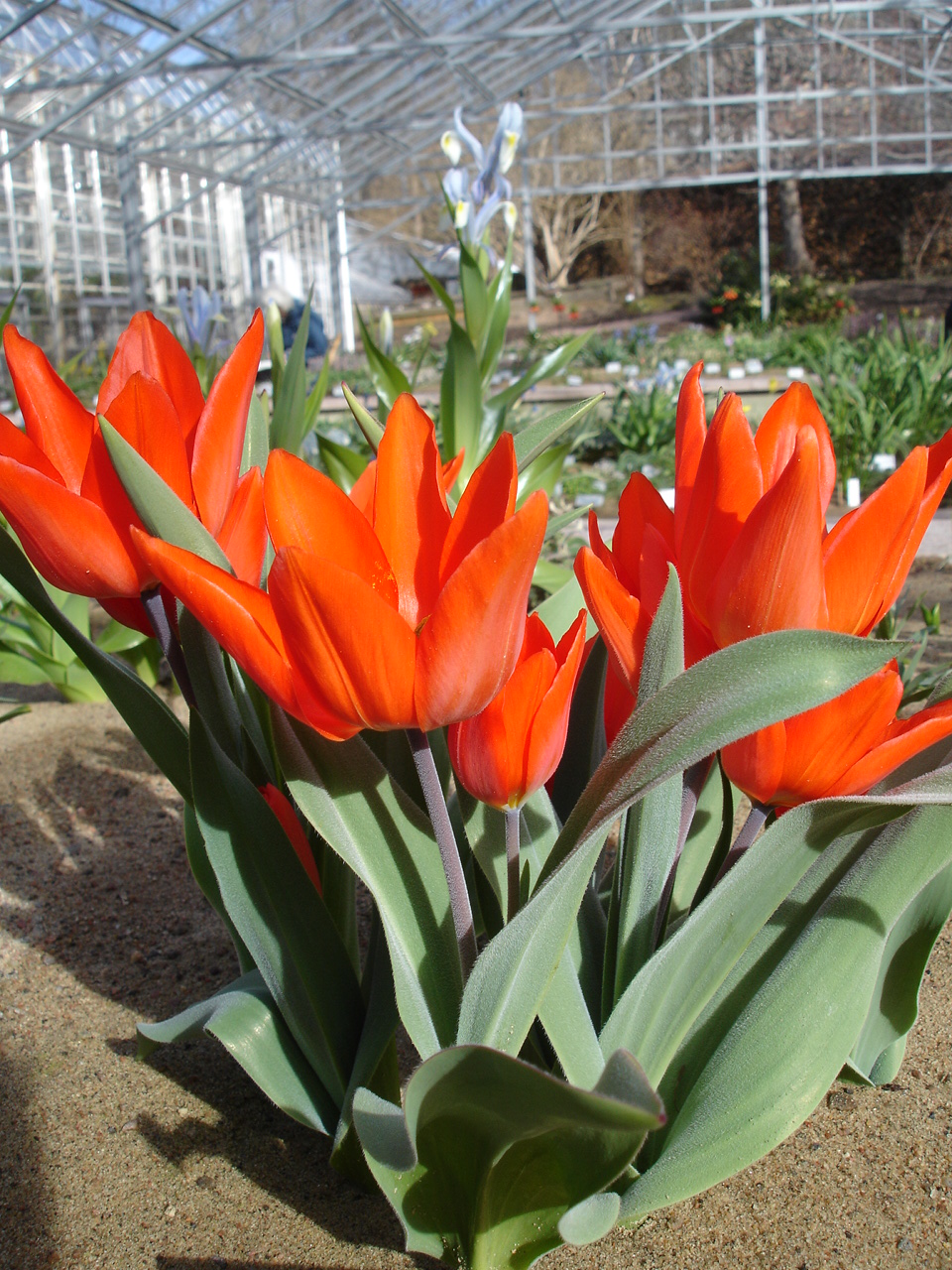
Tulipa praestans
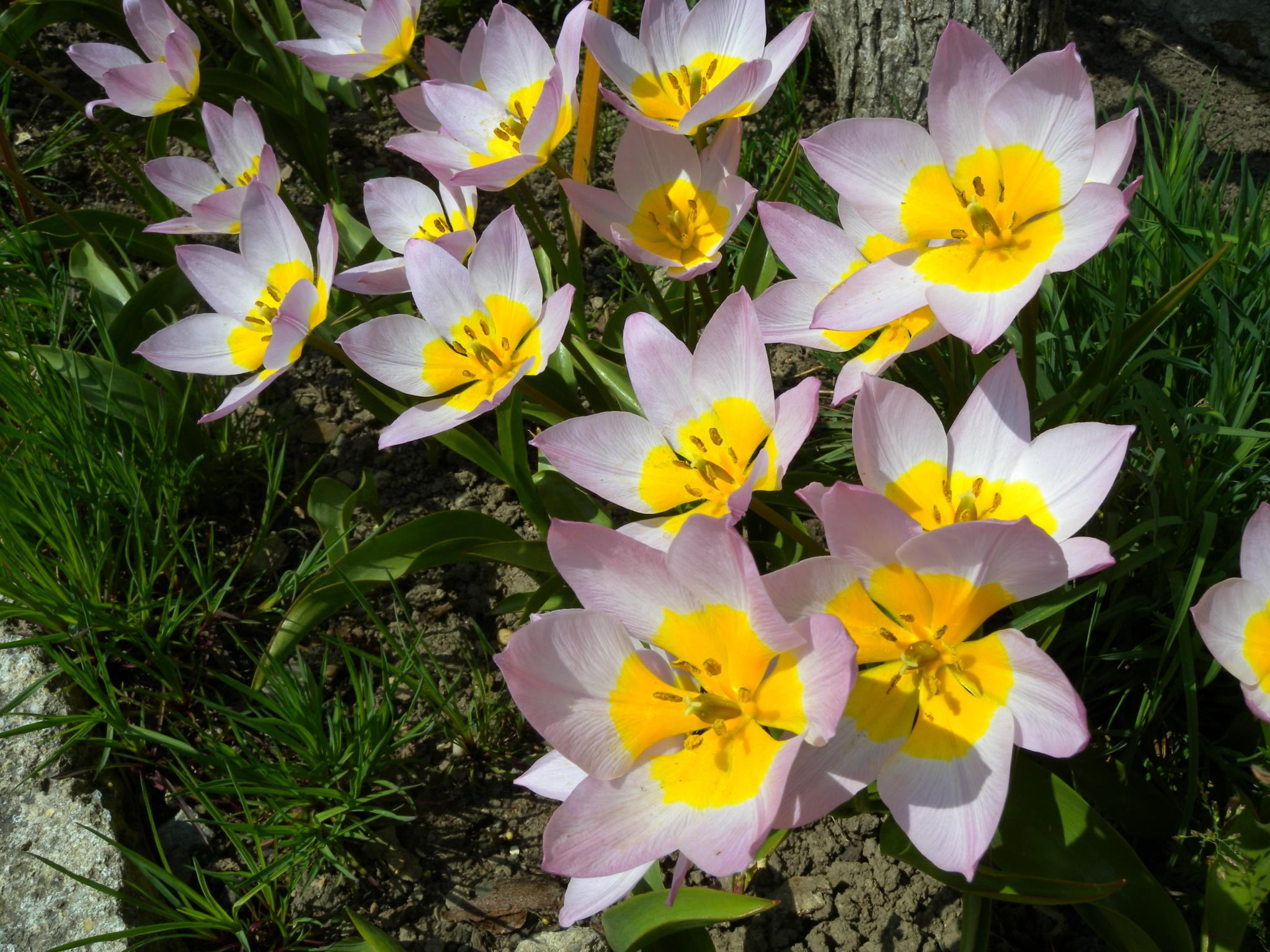
Tulipa saxatilis
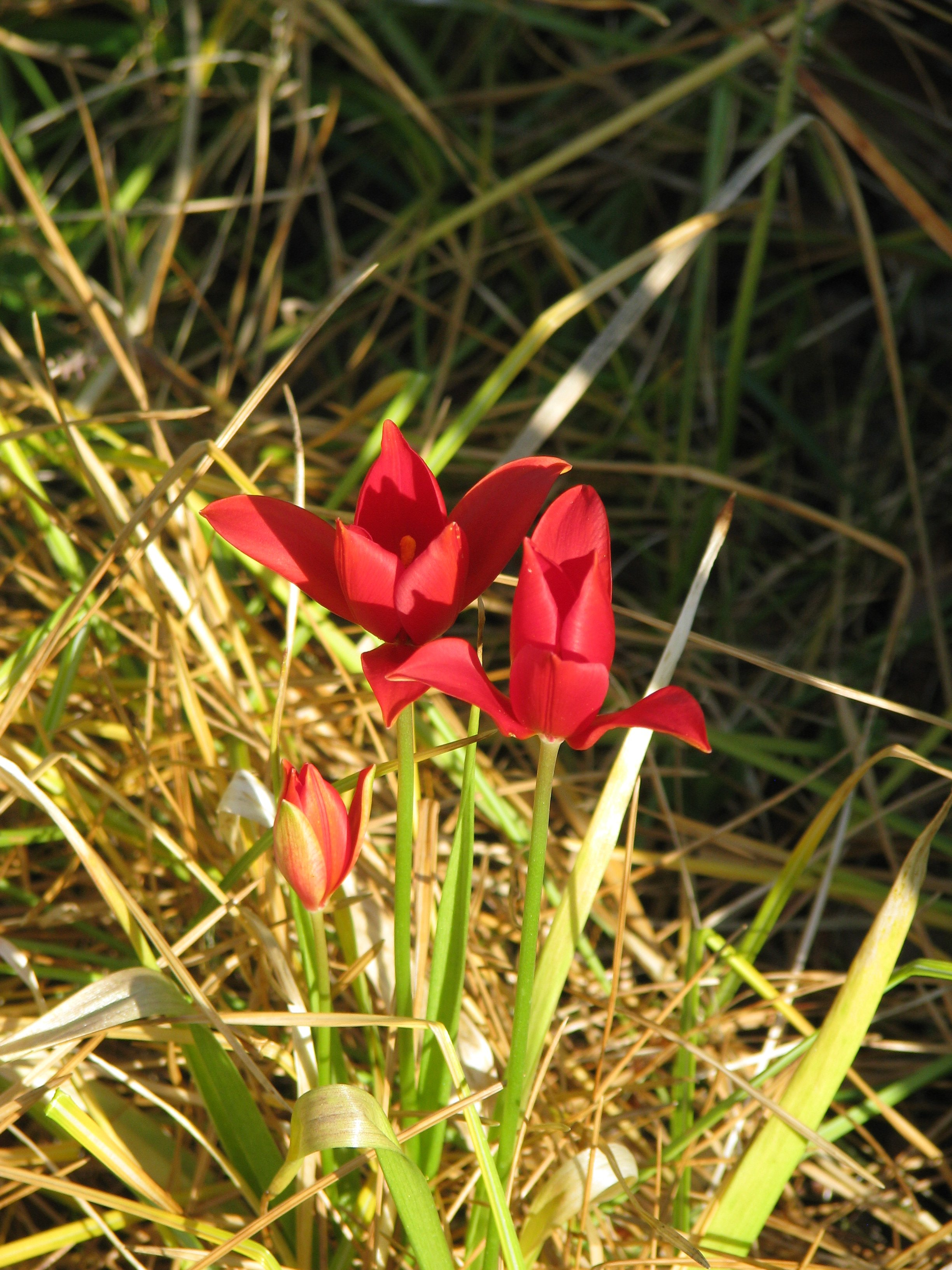
Tulipa sprengeri
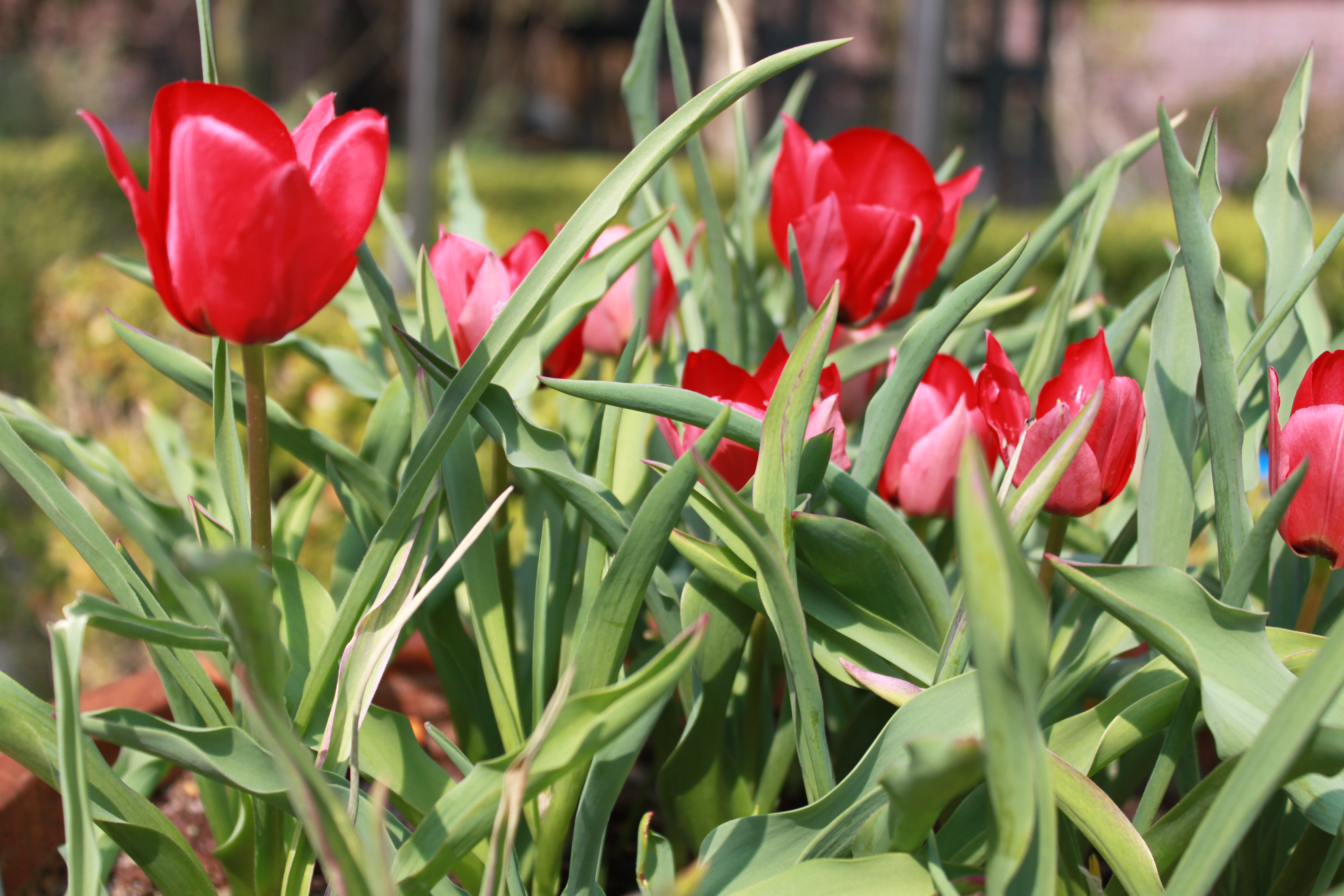
Tulipa stapfii
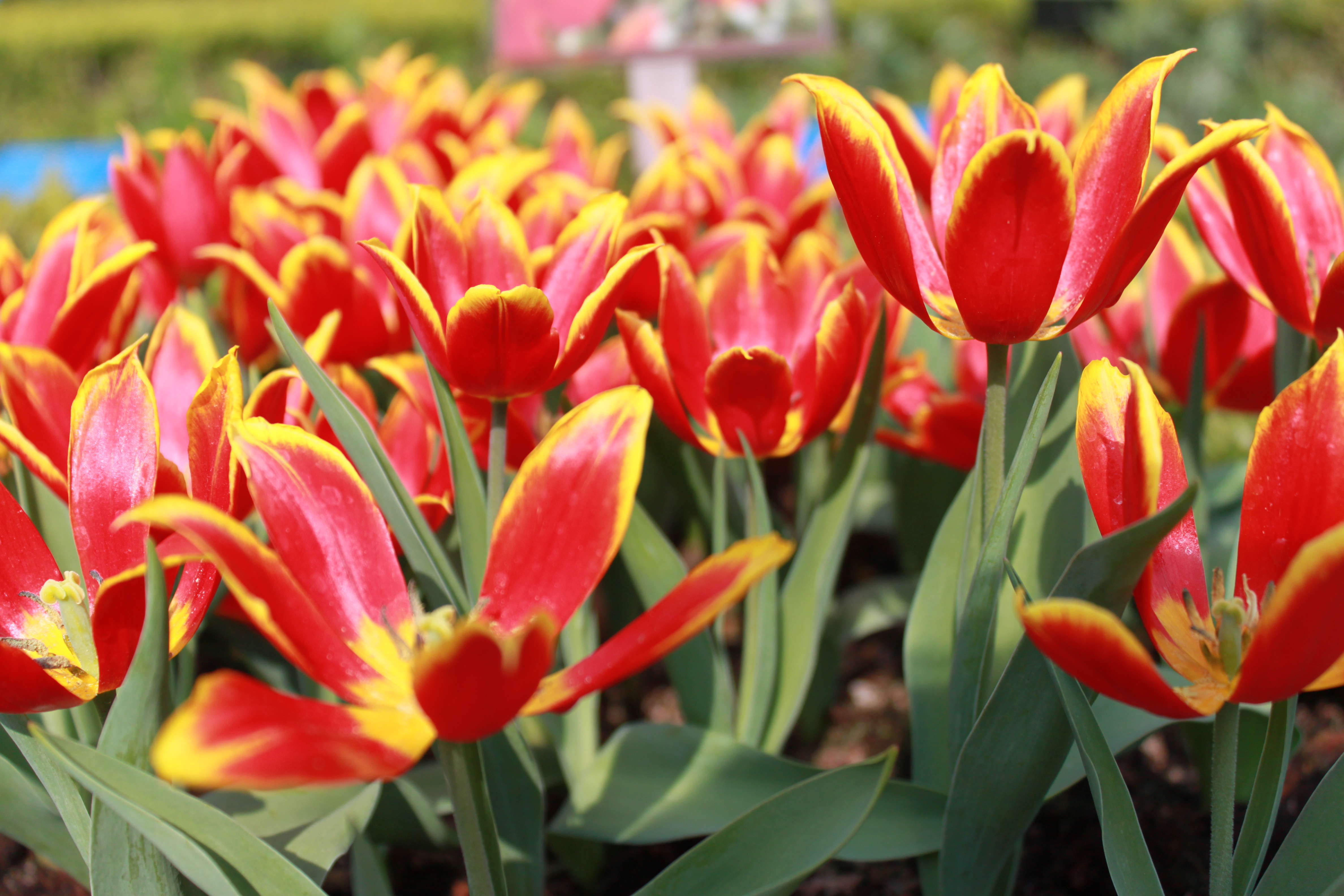
Tulipa suaveolens
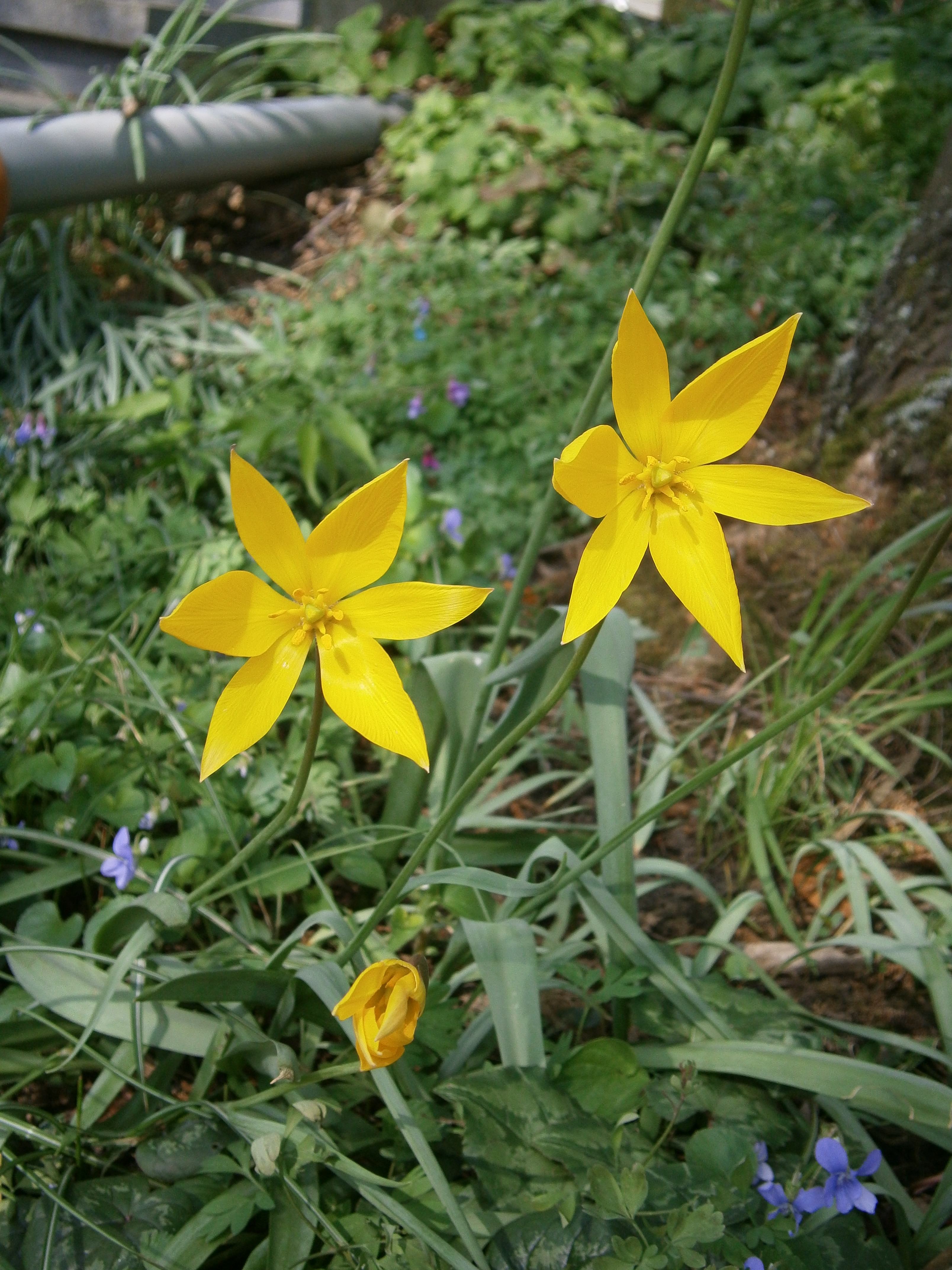
Tulipa sylvestris
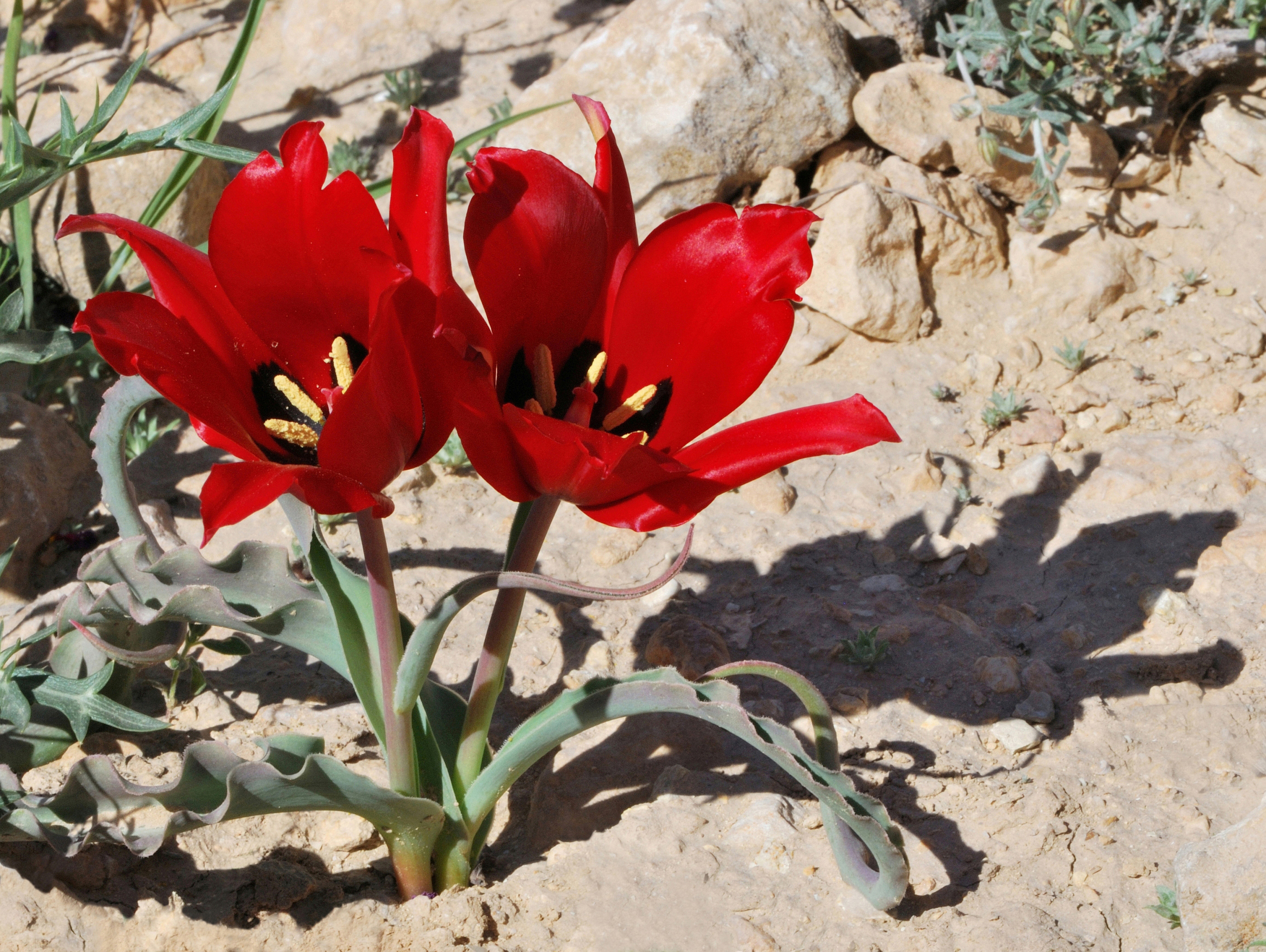
Tulipa systola
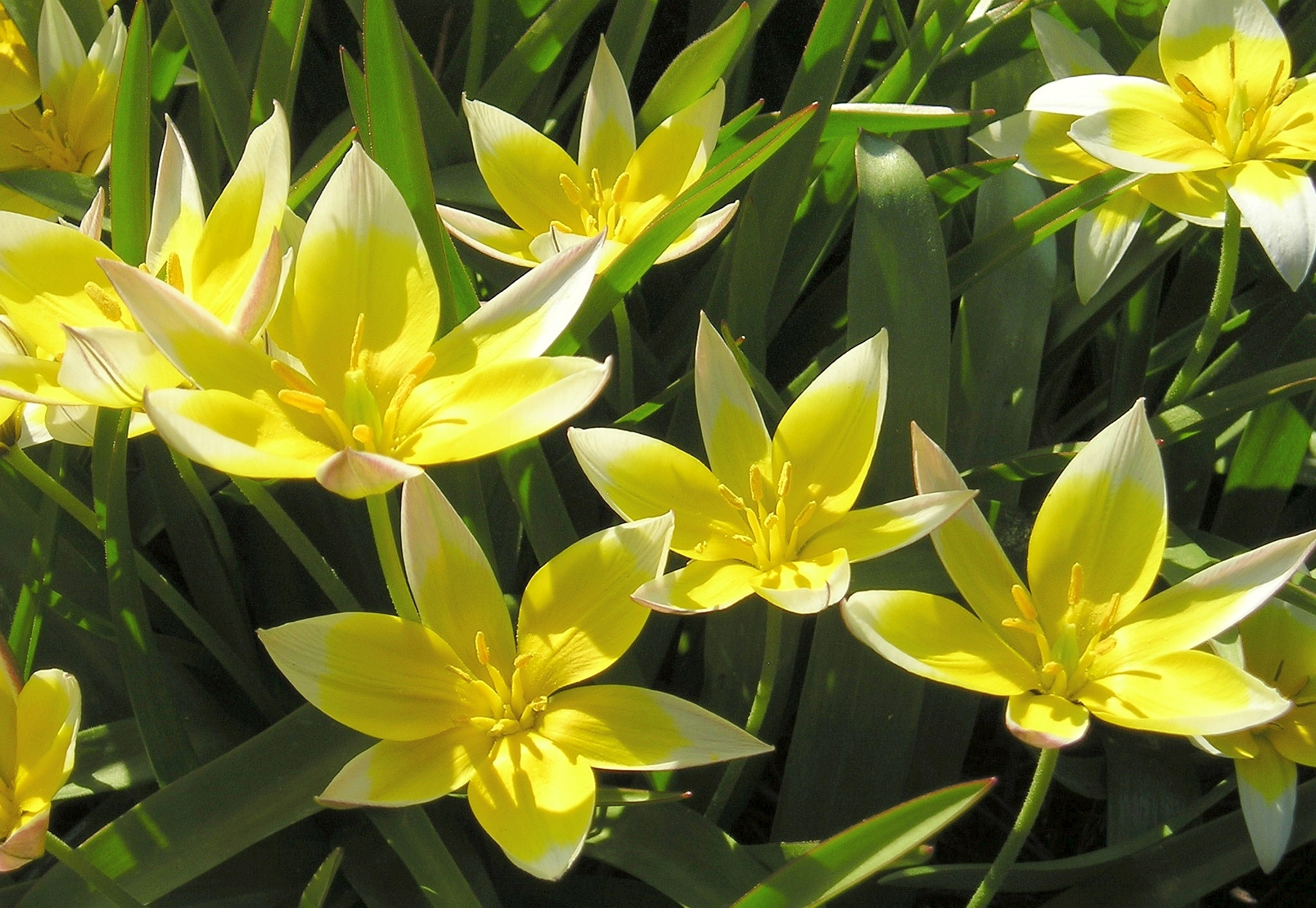
Tulipa tarda
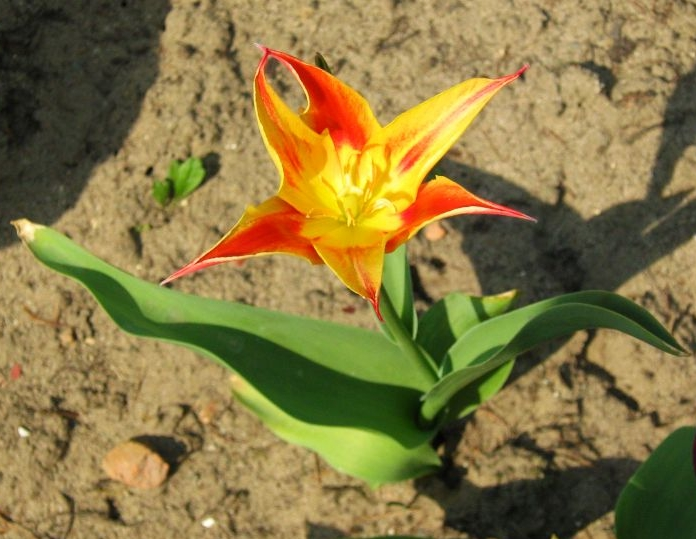
Tulipa tschimganica
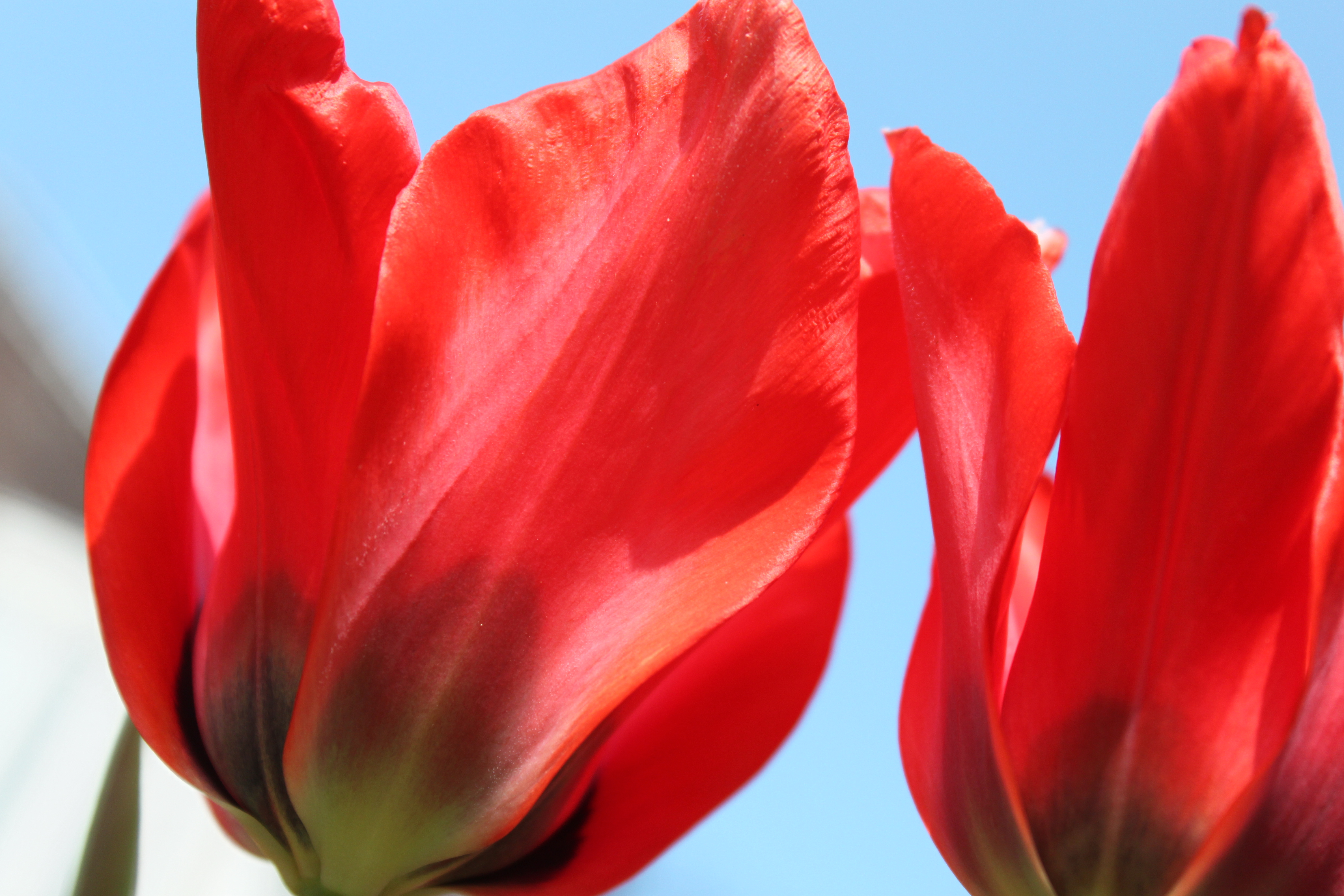
Tulipa tubergeniana
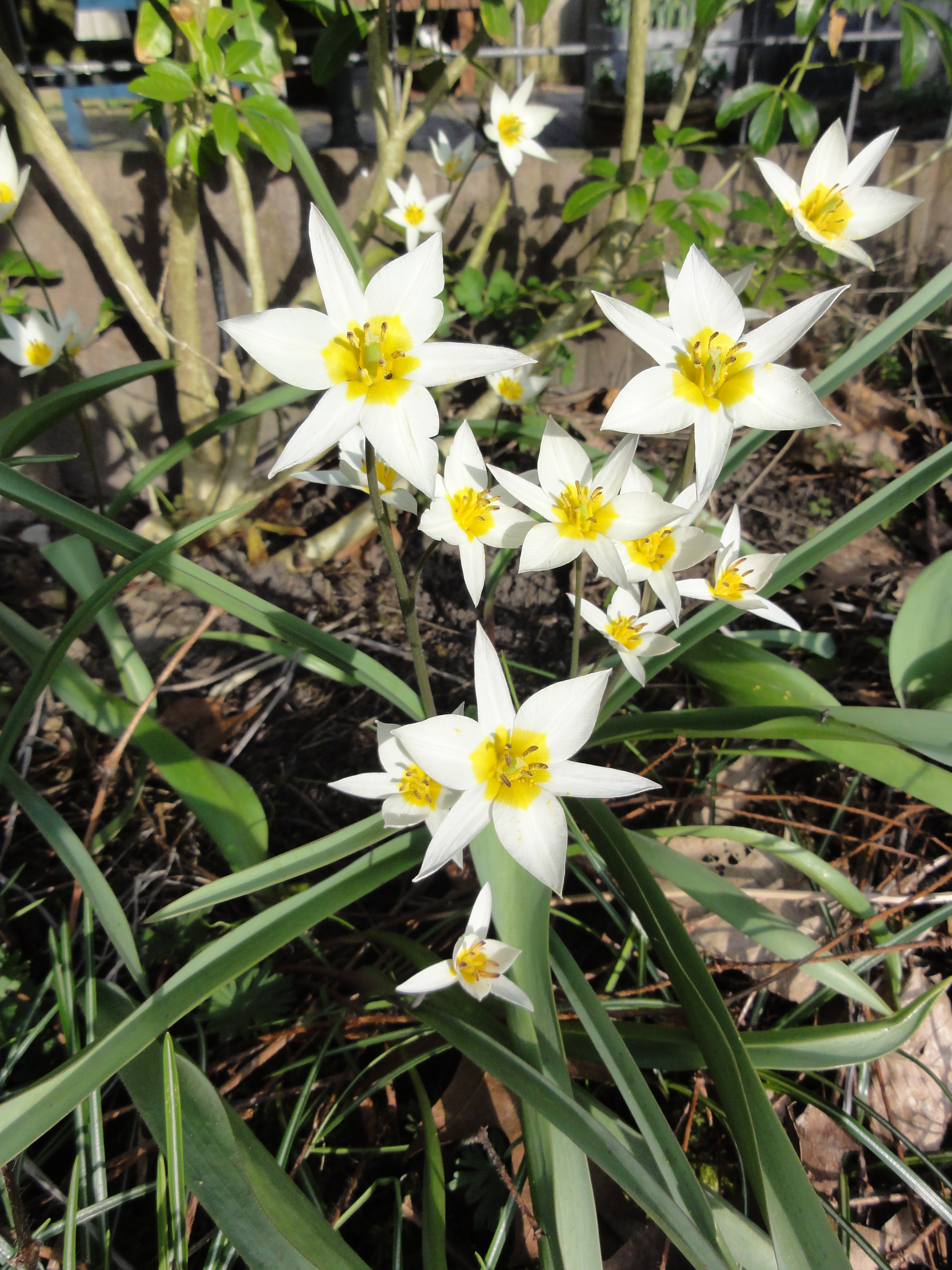
Tulipa turkestanica
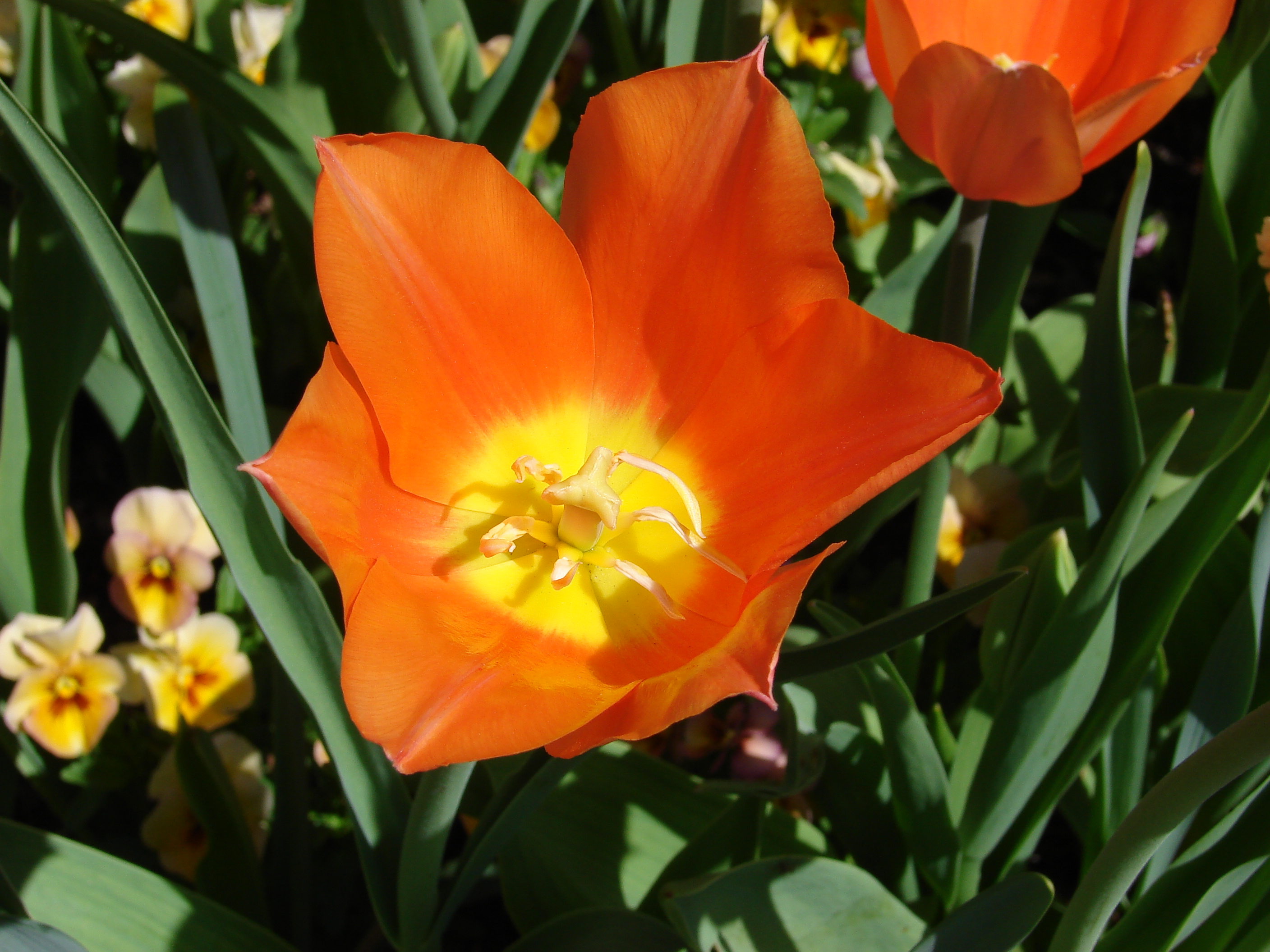
Tulipa vvedenskyi